# Futurama/Episodenliste

Titelbild von Futurama, das zu Beginn der Eröffnungssequenz gezeigt wird

Diese Episodenliste enthält alle 160 Episoden der Science-Fiction-Zeichentrickserie Futurama in der Reihenfolge und Staffeleinteilung ihrer Produktion. Die Reihenfolgen, in denen die Serie im Original bzw. in der deutschen Synchronfassung zuerst im Fernsehen gezeigt wurde, weichen davon ab. Die Veröffentlichung der Serie für den Heimkinomarkt behält dagegen die Reihenfolge der Produktion bei; nach der vierten Staffel ändert sich jedoch auch hier die Staffeleinteilung.

## Überblick
Die ersten 72 Episoden von Futurama wurden in vier Staffeln produziert. Ab dem 28. März 1999 wurden sie vom US-amerikanischen Sender FOX erstmals ausgestrahlt. FOX stellte die Reihenfolge der Episoden um und teilte sie neu in Staffeln ein. Sechzehn Episoden wurden zunächst gar nicht gezeigt, diese wurden nachträglich als fünfte Staffel gesendet. Auch die Reihenfolge der übrigen Episoden wurde teilweise geändert.
Die fünfte Produktionsstaffel entspricht den vier Filmen Bender’s Big Score, Die Ära des Tentakels, Bender’s Game und Leela und die Enzyklopoden. Sie wurden zuerst auf DVD veröffentlicht und anschließend für das Fernsehen in je vier Episoden aufgeteilt. Ihre Erstausstrahlung übernahm in den USA Comedy Central, beginnend am 23. März 2008.
Mit der sechsten Produktionsstaffel wurden die Episoden wieder zuerst im Fernsehen veröffentlicht, weiterhin bei Comedy Central. Der Sender strahlte die folgenden Staffeln in zwei Hälften von je 13 Episoden aus. Am 24. Juni 2010 begann er mit der Veröffentlichung der sechsten Produktionsstaffel, am 20. Juni 2012 schloss die siebte an. Am 4. September 2013 wurde die Erstausstrahlung von Futurama mit der 140. Episode abgeschlossen.
Für den Heimkinomarkt wurde die Serie auf DVD staffelweise in Boxsets veröffentlicht, teilweise auch auf VHS oder Blu-ray. Bis zur vierten Staffel entsprechen die Boxen den Produktionsstaffeln. Die Filme sind einzeln auf DVD erhältlich, werden allerdings nicht als Staffel zusammengefasst, sodass die Zählung der DVD-Veröffentlichung danach bei Staffel 5 fortgesetzt wird. Gleichzeitig werden die Produktionsstaffeln wie bei der Erstausstrahlung in zwei kleinere aufgeteilt. Die sechste Produktionsstaffel wird also in DVD-Boxen als Staffeln 5 und 6 vertrieben, die siebte als Staffeln 7 und 8.
| # | Folgen | Folgen | Vereinigte Staaten              | Vereinigte Staaten | Deutschland                     | Deutschland | Heimkino-Titel             |
| # | Folgen | Folgen | Premiere                        | auf                | Premiere                        | auf         | Heimkino-Titel             |
| - | ------ | ------ | ------------------------------- | ------------------ | ------------------------------- | ----------- | -------------------------- |
| 1 | 13     | 13     | 28. Mär. 1999 bis 14. Nov. 1999 | Fox                | 4. Sep. 2000 bis 20. Nov. 2000  | ProSieben   | Season 1                   |
| 2 | 19     | 19     | 21. Nov. 1999 bis 3. Dez. 2000  | Fox                | 4. Dez. 2000 bis 11. Mär. 2002  | ProSieben   | Season 2                   |
| 3 | 22     | 22     | 21. Jan. 2001 bis 8. Dez. 2002  | Fox                | 8. Feb. 2002 bis 5. Juni 2004   | ProSieben   | Season 3                   |
| 4 | 18     | 18     | 10. Feb. 2002 bis 10. Aug. 2003 | Fox                | 30. Nov. 2002 bis 18. Sep. 2004 | ProSieben   | Season 4                   |
| 5 | 16     | 4      | 23. Mär. 2008                   | Comedy Central     | 19. Sep. 2010 bis 17. Okt. 2010 | ProSieben   | Bender’s Big Score         |
| 5 | 16     | 4      | 19. Okt. 2008                   | Comedy Central     | 24. Okt. 2010 bis 21. Nov. 2010 | ProSieben   | Die Ära des Tentakels      |
| 5 | 16     | 4      | 26. Apr. 2009                   | Comedy Central     | 5. Dez. 2010 bis 2. Jan. 2011   | ProSieben   | Bender’s Game              |
| 5 | 16     | 4      | 30. Aug. 2009                   | Comedy Central     | 9. Jan. 2011 bis 16. Jan. 2011  | ProSieben   | Leela und die Enzyklopoden |
| 6 | 26     | 13     | 24. Juni 2010 bis 21. Nov. 2010 | Comedy Central     | 22. Okt. 2011 bis 21. Jan. 2012 | ProSieben   | Season 5                   |
| 6 | 26     | 13     | 23. Juni 2011 bis 8. Sep. 2011  | Comedy Central     | 7. Apr. 2012 bis 23. Juni 2012  | ProSieben   | Season 6                   |
| 7 | 26     | 13     | 20. Juni 2012 bis 29. Aug. 2012 | Comedy Central     | 7. Sep. 2013 bis 30. Nov. 2013  | ProSieben   | Season 7                   |
| 7 | 26     | 13     | 19. Juni 2013 bis 4. Sep. 2013  | Comedy Central     | 27. Sep. 2014 bis 20. Dez. 2014 | ProSieben   | Season 8                   |
| 8 | 10     | 10     | 24. Juli 2023 bis 25. Sep. 2023 | Hulu               | 24. Juli 2023 bis 25. Sep. 2023 | Disney+     |                            |
| 9 | 10     | 10     | 29. Juli 2024 bis 30. Sep. 2024 | Hulu               | 29. Juli 2024 bis 30. Sep. 2024 | Disney+     |                            |

## Staffel 1
| Nr. (ges.) | Nr. (St.) | Deutscher Titel                     | Originaltitel                      | Regie                        | Drehbuch                      | Premiere      | Dt. Premiere  | Untertitel                                                                                            |
| --- | --------- | ----------------------------------- | ---------------------------------- | ---------------------------- | ----------------------------- | ------------- | ------------- | --- |
| 1 | 1×1       | Zeit und Raum 3000                  | Space Pilot 3000                   | Rich Moore, Gregg Vanzo      | David X. Cohen, Matt Groening | 28. März 1999 | 4. Sep. 2000  | In Farbe (In color)                                                                                   |
| Am Silvesterabend 1999 liefert Philip J. Fry, der bei einem New Yorker Pizza-Service arbeitet, eine Pizza an ein Kryonik-Labor. Um Mitternacht fällt er dort versehentlich in einen offenen Kältesarg und wird in einen Kälteschlaf versetzt, aus dem er erst an Silvester 2999 wieder erwacht. Er wird einer einäugigen Beamtin namens Leela vorgeführt, die ihm dauerhaft eine Karriere zuweisen soll. Per Computer wird er wiederum zum Lieferjungen bestimmt. Damit ist Fry unzufrieden und flieht in die Stadt, jetzt Neu New York. Auf der Suche nach seinem einzigen lebenden Nachfahren, Professor Farnsworth, trifft Fry auf den suizidalen Roboter Bender, der gerade seine Arbeit hingeschmissen hat, und freundet sich mit ihm an. Schließlich werden beide von Leela im Untergrund gestellt. Leela, die ihren Beruf ebenfalls hasst, schlägt sich auf die Seite der Job-Deserteure. Gemeinsam macht das Trio Professor Farnsworth ausfindig, der ein intergalaktisches Lieferunternehmen namens Planet Express betreibt. Mit dessen Raumschiff fliehen sie um Mitternacht vor der Polizei. Schließlich heuern Fry, Leela und Bender bei Planet Express an. |           |                                     |                                    |                              |                               |               |               | |
| 2 | 1×2       | Sein erster Flug zum Mond           | Episode Two: The Series Has Landed | Peter Avanzino               | Ken Keeler                    | 4. Apr. 1999  | 11. Sep. 2000 | In Hypno-Vision (In Hypno-Vision)                                                                     |
| Fry, Leela und Bender werden ihren Mitarbeitern bei Planet Express vorgestellt: Betriebsarzt Dr. Zoidberg, Praktikantin Amy Wong und Buchhalter Hermes Conrad. Als ein Kapitän für das Raumschiff des Unternehmens gewählt wird, fällt die Entscheidung auf Leela. Die erste Mission der neuen Crew ist ein Lieferauftrag zum Mond. Fry stellt fest, dass Mondflüge keine riskanten Forschungsreisen mehr sind, sondern Vergnügungsausflüge zu einem dort errichteten Freizeitpark. Die Kenntnisse von den Ereignissen um das Apollo-Programm sind im 31. Jahrhundert verloren gegangen, stattdessen werden Musicals über Walfänger auf dem Mond gezeigt. Davon ist Fry erschüttert; er will die Mondoberfläche außerhalb des Freizeitparks erkunden, entwendet dazu einen Wagen aus einem Fahrgeschäft und verlässt mit Leela gegen deren Willen das erschlossene Gelände. Auf der Flucht vor einem erbosten Mond-Farmer und der Tag-Nacht-Grenze entdecken sie die verschollen geglaubte Landefähre von Apollo 11 und werden schließlich von Amy gerettet. |           |                                     |                                    |                              |                               |               |               | |
| 3 | 1×3       | Wohnungssuche in Neu-New York       | I, Roommate                        | Bret Haaland                 | Eric Horsted                  | 6. Apr. 1999  | 18. Sep. 2000 | Wie im Fernsehen gezeigt (As Seen on TV)                                                              |
| Fry, der bisher bei Planet Express gewohnt hat, soll sich eine eigene Wohnung suchen. Nach einer erfolglosen Suche lässt Bender ihn in seiner Wohnung wohnen, die einen Quadratmeter groß und für Fry daher ungemütlich ist. Als ein Bekannter des Professors stirbt, zieht Fry mit Bender in dessen Wohnung ein. Jedoch stört Benders Antenne den Fernsehempfang und so muss Bender wieder ausziehen. Dieser fühlt sich alleine sehr unwohl und wendet sich verzweifelt an Fry. Fry zieht daraufhin wieder bei Bender ein und entdeckt diesmal, dass Bender einen Schrank hat, der so groß wie eine normale Wohnung ist und beschließt, dort zu wohnen. |           |                                     |                                    |                              |                               |               |               | |
| 4 | 1×4       | Begegnung mit Zapp Brannigan        | Love's Labours Lost in Space       | Brian Sheesley               | Brian Kelley                  | 13. Apr. 1999 | 25. Sep. 2000 | Gebietsweise GK [gedankenkontrolliert] ausgestrahlt (Presented in BC [Brain Control] where available) |
| Die Crew fliegt zu einem Planeten, der durch Rohstoff-Abbau ausgehöhlt wurde und jetzt zu kollabieren droht, um dort Tiere zu retten. Nachdem zwei von jeder Art eingesammelt wurden, entdecken sie ein Exemplar einer neuen, bisher nicht verzeichneten Spezies. Im Lagerraum des Schiffes mit den übrigen Tieren alleine gelassen, frisst es diese auf und scheidet einen Klumpen schwarzer Materie aus. Leela beschließt, es als Haustier zu behalten und nennt es „Nibbler“. |           |                                     |                                    |                              |                               |               |               | |
| 5 | 1×5       | Planet der Roboter                  | Fear of a Bot Planet               | Peter Avanzino, Carlos Baeza | Heather Lombard, Evan Gore    | 20. Apr. 1999 | 2. Okt. 2000  | Diesmal mit unentgeltlicher, außerirdischer Nacktheit (Featuring gratious alien nudity)               |
| Leela, Fry und Bender sollen ein Paket auf einem Planeten ausliefern, der ausschließlich von Robotern bewohnt ist, die Menschen abergläubisch fürchten und gleichermaßen hassen. Durch Benders Schuld geraten Fry und Leela dabei in Gefangenschaft und sollen exekutiert werden. Während der Flucht lassen sie das Paket zurück; es enthält dringend benötigte Schraubenmuttern, was die Roboter dazu bringt, ihre Meinung über die Menschen zu ändern. |           |                                     |                                    |                              |                               |               |               | |
| 6 | 1×6       | Das Geheimnis der Anchovis          | A Fishful of Dollars               | Ron Hughart, Gregg Vanzo     | Patric M. Verrone             | 27. Apr. 1999 | 9. Okt. 2000  | Wird geladen… (Loading…)                                                                              |
| Durch die Verzinsung seines 1999 winzigen Guthabens ist Fry zum Millionär geworden. Er will dies mit Pizza feiern, doch seinen Lieblingsbelag gibt es nicht mehr, denn die Anchovis sind ausgestorben. Auf einer Auktion ersteigert er die letzte Dose. Die Großunternehmerin Mom befürchtet, dass er mithilfe der Anchovis ein perfektes Roboteröl herstellen will, was ihr Monopol zerstören würde. Sie treibt Fry in den wirtschaftlichen Ruin, ohne an die Anchovis zu gelangen. Als sie erfährt, dass er die Fische nur essen will, lässt sie ihn gewähren. |           |                                     |                                    |                              |                               |               |               | |
| 7 | 1×7       | Die Galaxis des Terrors             | My Three Suns                      | Jeffrey Lynch, Kevin O’Brien | J. Stewart Burns              | 4. Mai 1999   | 16. Okt. 2000 | Präsentiert in DOUBLEVISION (wenn betrunken) (Presented in DOUBLE VISION (where drunk))               |
| Nachdem Fry auf dem Wüstenplaneten Trisol ein Paket ausgeliefert hat, trinkt er eine unbekannte, wasserähnliche Flüssigkeit aus einer unbewachten Flasche, nicht ahnend, dass dies der Herrscher über eine Zivilisation flüssiger Individuen ist, und wird so zum legitimen Nachfolger des Imperators. Während des Krönungszeremoniells wird entdeckt, dass der alte Herrscher in Frys Bauch überlebt hat. Er befiehlt, Fry aufzuschlitzen, damit er dessen Körper verlassen kann. Fry und seine Freunde verschanzen sich im Palast und bringen Fry so lange zum Weinen, bis der alte Imperator Frys Körper als Tränen verlassen hat. |           |                                     |                                    |                              |                               |               |               | |
| 8 | 1×8       | Müll macht erfinderisch             | A Big Piece of Garbage             | Susie Dietter                | Lewis Morton                  | 11. Mai 1999  | 23. Okt. 2000 | Mr. Benders Garderobe gestellt von ROBOTANY 500 (Mr. Bender's Wardrobe by ROBOTANY 500)               |
| Mit dem Duftoskop, einer Erfindung von Prof. Farnsworth, mit der man entfernte Objekte riechen kann, entdeckt Fry eine riesige, stinkende Kugel, die auf die Erde zurast. Sie besteht aus Müll, der im 21. Jahrhundert von der Erde ins All geschossen wurde. Nachdem der Versuch, den Müllball zu zerstören, scheitert, soll ihm ein Duplikat entgegen geschossen werden, um ihn von seiner Bahn abzubringen. Dazu lernen die alles recyclenden Neu New Yorker, Müll zu produzieren. |           |                                     |                                    |                              |                               |               |               | |
| 9 | 1×9       | Ein echtes Höllenspektakel          | Hell Is Other Robots               | Rich Moore                   | Eric Kaplan                   | 18. Mai 1999  | 30. Okt. 2000 | Verdammt vom Weltraumpapst (Condemned by the Space Pope)                                              |
| Um seine Sucht nach Stromstößen zu überwinden, schließt sich Bender der sektenhaften Kirche Robotology an und ändert sein Leben. Seine Kollegen nervt sein neues, enthaltsames Dasein jedoch, sodass sie ihn zu seinem alten, lasterhaften Lebensstil verführen. Daraufhin wird Bender vom Roboter-Teufel in die Roboter-Hölle verbracht, aus der ihn Fry und Leela schließlich retten. |           |                                     |                                    |                              |                               |               |               | |
| 10 | 2×1       | Panik auf Raumschiff Titanic        | A Flight to Remember               | Peter Avanzino               | Eric Horsted                  | 26. Sep. 1999 | 6. Nov. 2000  | Am Originalschauplatz gedreht (Filmed on location)                                                    |
| Die Crew macht einen Ausflug mit dem Raumschiff Titanic. Um sich vor den Annäherungsversuchen des Kapitäns Zapp Brannigan schützen, gibt Leela vor, mit Fry verlobt zu sein. Auch Amy täuscht eine Beziehung mit Fry vor, um zu verhindern, dass ihre Eltern sie verkuppeln. Sie kommt dem Ersten Offizier Kif Kroker näher, und Bender verliebt sich in eine Dame aus dem Roboter-Adel. Als das Schiff in ein Schwarzes Loch stürzt, flüchten sich die Passagiere in Rettungskapseln. Bender muss seine Angebetete jedoch zurücklassen. |           |                                     |                                    |                              |                               |               |               | |
| 11 | 2×2       | Das Experiment der Mars-Universität | Mars University                    | Bret Haaland                 | J. Stewart Burns              | 3. Okt. 1999  | 13. Nov. 2000 | Ausgestrahlt in Martianisch auf SAP (Transmitido en Martian en SAP)                                   |
| Professor Farnsworth experimentiert an der Mars-Universität mit Gunther, einem Affen, dem ein Hut für selbst menschliche Maßstäbe außerordentliche Intelligenz verleiht. Fry schreibt sich dort ein, um ein ordentlicher Uni-Abbrecher zu werden, und Bender mischt seine alte Studentenverbindung auf. Bevor sich Gunther entscheiden muss, ob er mit dem Hut schlau sein oder ohne ihn glücklich werden will, wird der Hut beschädigt, sodass er Gunther mit ihm nur noch mittelmäßig intelligent ist. |           |                                     |                                    |                              |                               |               |               | |
| 12 | 2×3       | Wenn Außerirdische angreifen        | When Aliens Attack                 | Brian Sheesley               | Ken Keeler                    | 7. Nov. 1999  | 20. Nov. 2000 | Voll Stolz auf der Erde hergestellt (Proudly made on earth)                                           |
| 1999 hat Fry durch ein Missgeschick die Ausstrahlung der Anwaltsserie Ledige weibliche Anwältin unterbrochen. Rund 1000 Jahre später und 1000 Lichtjahre entfernt sehen die Herrscher des Planeten Omikron Persei 8 die Serie. Wütend über die Unterbrechung drohen sie mit der Vernichtung der Erde, wenn nicht sofort der Rest der Folge gezeigt wird. Die Planet-Express-Crew produziert ein stümperhaftes Ende für die Episode. |           |                                     |                                    |                              |                               |               |               | |
| 13 | 2×4       | Die Party mit Slurm McKenzie        | Fry and the Slurm Factory          | Ron Hughart                  | Lewis Morton                  | 14. Nov. 1999 | 17. Nov. 2000 | LIVE von Omicron Persei 8 (LIVE from Omicron Persei 8)                                                |
| Fry gewinnt eine Party mit der Werbe-Ikone Slurm McKenzie des Softdrink-Herstellers Slurm. Davor findet eine Fabrikführung statt, bei der sich Fry, Leela und Bender von der Gruppe lösen und das unappetitliche Geheimnis hinter Slurm entdecken. Der Professor, der daraufhin den Vertrieb von Slurm stoppen will, wird vom weiterhin süchtigen Fry jedoch aufgehalten. Die Episode ist einschließlich des Titels eine Parodie auf Willy Wonka und die Schokoladenfabrik, der ersten Verfilmung der Kurzgeschichte Charlie und die Schokoladenfabrik von Roald Dahl. Die Figuren in der Fabrik, die bezahlt werden, um so zu tun, als ob sie arbeiten, die Grunka Lunkas, erinnern an die Oompa Loompas aus dem Film; der Reiseführer, Glurmo, trägt eine Willy-Wonka-ähnliche Kleidung, und spricht in einer Stimme, die wie die von Gene Wilder klingt. Slurm McKenzie, die Slurm-Partyschnecke, ist eine Parodie auf Spuds MacKenzie, die Bud-Light-Werbefigur. |           |                                     |                                    |                              |                               |               |               | |

## Staffel 2
| Nr. (ges.) | Nr. (St.) | Deutscher Titel                                                           | Originaltitel                            | Regie                    | Drehbuch                                | Premiere      | Dt. Premiere  | Untertitel |
| --- | --------- | ------------------------------------------------------------------------- | ---------------------------------------- | ------------------------ | --------------------------------------- | ------------- | ------------- | --- |
| 14 | 2×5       | Gefühls-Chip gefällig?                                                    | I Second That Emotion                    | Mark Ervin               | Patric Verrone                          | 21. Nov. 1999 | 4. Dez. 2000  | Hergestellt aus Fleisch-Nebenprodukten (Made from meat by-products)                                                                             |
| Bender ist eifersüchtig auf Nibbler, der als Leelas Haustier mehr Aufmerksamkeit bekommt als er. Als Nibbler bei einer Feier Benders Torte auffrisst, spült Bender ihn die Toilette herunter. Unfähig, Leelas Trauer nachzuvollziehen, bekommt Bender vom Professor einen Gefühlschip implantiert. Da er nun ein schlechtes Gewissen wegen seiner Tat hat, begibt er sich selbst auf die Suche nach Nibbler, gefolgt von Leela und Fry, in die Kanalisation. Dort treffen sie auf Mutanten und auf ein Monster namens El Chupanibre, das letztlich von Bender besiegt wird. |           |                                                                           |                                          |                          |                                         |               |               | |
| 15 | 2×6       | Brannigan, fang wieder an                                                 | Brannigan, Begin Again                   | Jeffrey Lynch            | Lewis Morton                            | 28. Nov. 1999 | 11. Dez. 2000 | Nicht fürs Jahr 3000 geeignet (Not Y3K compliant)                                                                                               |
| Bei der Einweihungszeremonie für das neue DOOP (Democratic Order Of Planets)-Hauptquartier jagt Zapp Brannigan das Gebäude versehentlich in die Luft und wird daher gemeinsam mit Kif unehrenhaft entlassen. Nach einiger Zeit finden beide einen Job bei Planet Express, wo Zapp Frys und Benders Unzufriedenheit mit Leelas Führungsstil für eine Meuterei nutzt. Anschließend plant er, den neutralen Planeten Stumbos 4 anzugreifen, um sich als Held zu profilieren und wieder bei der DOOP aufgenommen zu werden. Da bei diesem Angriff bis auf Zapp keiner überleben würde, meutern Fry und Bender erneut und machen Leela wieder zum Captain. |           |                                                                           |                                          |                          |                                         |               |               | |
| 16 | 2×7       | Getrennt von Kopf und Körper                                              | A Head in the Polls                      | Bret Haaland             | J. Stewart Burns                        | 12. Dez. 1999 | 8. Jan. 2001  | Von den Machern von Futurama (From the makers of Futurama)                                                                                      |
| Durch ein Bergwerksunglück steigen die Titanpreise in die Höhe, sodass Bender, der zu 40 Prozent aus Titan besteht, beschließt, seinen Körper an einen Pfandleiher zu verkaufen. Bei einem Treffen mit Richard Nixons Kopf stellt er fest, dass das Leben ohne Körper wenig erstrebenswert ist. Als er schließlich seinen Körper zurückkaufen will, muss er feststellen, dass Nixon ihm zuvorgekommen ist. Nixon will die Beschränkung auf zwei Amtsperioden für Präsidenten mit einem neuen Körper umgehen. Zwar gelingt es Bender, seinen Körper zurückzuerhalten, doch Nixon gewinnt die Wahl mit einer Stimme Vorsprung, weil Fry und Leela nicht zur Wahl gegangen sind. |           |                                                                           |                                          |                          |                                         |               |               | |
| 17 | 2×8       | Xmas Story                                                                | Xmas Story                               | Peter Avanzino           | David X. Cohen                          | 19. Dez. 1999 | 18. Dez. 2000 | Nach einer wahren Geschichte (Based on a true story)                                                                                            |
| Fry kauft für Leela einen Papagei als Weihnachtsgeschenk, dem es jedoch gelingt, zu entkommen. Da der Sonnenuntergang bevorsteht, macht sich Leela auf die Suche nach Fry, um ihn vor einem Roboter-Weihnachtsmann zu schützen. Dieser macht immer zu Weihnachten Jagd auf Menschen, die „nicht brav“ waren; jedoch stuft er aufgrund eines Programmierfehlers fast jeden als „nicht brav“ ein. Leela und Fry können sich ins Planet-Express-Gebäude retten und den Weihnachtsmann in dem bombensicheren Kamin vernichten. |           |                                                                           |                                          |                          |                                         |               |               | |
| 18 | 2×9       | Das merkwürdige Verhalten geschlechtsreifer Krustentiere zur Paarungszeit | Why Must I Be a Crustacean in Love?      | Brian Sheesley           | Eric Kaplan                             | 6. Feb. 2000  | 15. Jan. 2001 | Von dem Sender der Ihnen auch »Die Simpsons« präsentiert (From the network that brought you »The Simpsons«)                                     |
| Um sich zu paaren, reist Dr. Zoidberg auf seinen Heimatplaneten, die Planet-Express-Crew begleitet ihn. Mit Frys Hilfe will er das Herz der schönen Edna gewinnen. Als Edna sich jedoch in Fry verliebt, fordert Zoidberg ihn zum Kampf auf Leben und Tod heraus. |           |                                                                           |                                          |                          |                                         |               |               | |
| 19 | 2×11      | Die Wahl zur Miss Universum                                               | The Lesser of Two Evils                  | Chris Sauve              | Eric Horsted                            | 20. Feb. 2000 | 22. Jan. 2001 | Eine Sendung, die in die Vergangenheit zurückblickt (The show that watches back)                                                                |
| In einem „Vergangenheitsvergnügungspark“ lernt Fry Flexo kennen, einen Roboter, der fast wie Bender aussieht. Da die Crew für ihren neuen Auftrag, den Transport eines seltenen und teuren Atom-Diadems zu einem Schönheitswettbewerb eine zusätzliche Sicherheitsperson benötigen, wird Flexo ins Team aufgenommen. Kurz vor der Landung des Raumschiffs verschwindet das Diadem. Der Verdacht fällt auf Flexo. Bei einem Kampf zwischen Flexo und Bender während des Schönheitswettbewerbs stellt sich Bender als der wahre Dieb heraus. Dennoch wird Flexo, wegen der optischen Ähnlichkeit, verhaftet. |           |                                                                           |                                          |                          |                                         |               |               | |
| 20 | 2×10      | Valentinstag 3000                                                         | Put Your Head on My Shoulders            | Chris Louden             | Ken Keeler                              | 13. Feb. 2000 | 12. Feb. 2001 | Basiert nicht auf dem Roman von James Fenimore Cooper (Not based on the novel by James Fenimore Cooper)                                         |
| Bei einem Ausflug mit Amys neuem Auto, bei dem das Auto mit einer Panne liegen bleibt, entschließen sich Fry und Amy, miteinander auszugehen. Aus Angst vor einer ernsten Beziehung bittet Fry Zoidberg, beim nächsten Mal mitzukommen. Zoidberg verursacht jedoch einen schweren Unfall und muss, um Fry zu retten, dessen Kopf auf Amys Schultern transplantieren. Dies führt dazu, dass Fry unfreiwillig an einem Valentinsdate von Amy teilnehmen muss. |           |                                                                           |                                          |                          |                                         |               |               | |
| 21 | 2×12      | Wie ein wilder Bender                                                     | Raging Bender                            | Ron Hughart              | Lewis Morton                            | 27. Feb. 2000 | 29. Jan. 2001 | Nominiert für drei Glemmys (Nominated for three Glemmys)                                                                                        |
| Bender schlägt im Kino einen anderen Roboter nieder und wird daraufhin als Profi-Roboterkämpfer engagiert. Nach einer Reihe von Siegen findet er heraus, dass alle Kämpfe manipuliert sind und grundsätzlich der beliebteste Kämpfer als Sieger aus dem Ring steigt. Als seine Popularität anfängt zu sinken, soll er den nächsten Kampf absichtlich verlieren. Leela hilft Bender den Kampf zu gewinnen, nachdem sie erkennt, dass der Trainer von Benders Gegner ihr alter Kung-Fu-Lehrer ist, der sie in ihrer Kindheit nicht unterstützt hat. |           |                                                                           |                                          |                          |                                         |               |               | |
| 22 | 2×13      | Hochzeitstag auf Cyclopia                                                 | A Bicyclops Built for Two                | Susan Dietter            | Eric Kaplan                             | 19. März 2000 | 5. Feb. 2001  | Diese Episode wurde modifiziert, damit sie auf Ihren primitiven Bildschirm passt. (This episode has been modified to fit your primitive screen) |
| Leela trifft einen anderen Einäugigen. Dieser heißt Alcazar. Er macht Leela glauben, sie und er seien die letzten Verbleibenden, nachdem ihr Heimatplanet Cyclopia zerstört worden sei. Leela zieht zu Alcazar und beschließt, ihn zu heiraten und die Zivilisation ihres Volkes neu zu gründen. Fry enttarnt Alcazar jedoch als einen Formwandler, der mit entsprechenden Täuschungen noch am selben Tag vier weitere Frauen dazu bringen wollte, ihn zu heiraten. |           |                                                                           |                                          |                          |                                         |               |               | |
| 23 | 2×15      | Wie der Vater so der Klon                                                 | A Clone of My Own                        | Rich Moore               | Patric M. Verrone                       | 9. Apr. 2000  | 26. Feb. 2001 | Erscheint in Kürze auf einer illegalen DVD (Coming soon to an illegal DVD)                                                                      |
| Als Professor Farnsworths 160. Geburtstag bevorsteht, soll er wie alle 160-Jährigen auf ein Sterberaumschiff gebracht werden. Farnsworth bestimmt seinen Klon Cubert zu seinem Nachfolger. Als Farnsworth verschwindet, macht sich die Mannschaft auf die Suche nach ihm. Die Crewmitglieder finden ihn schließlich in dem Sterberaumschiff, befreien ihn und kehren zur Erde zurück. Dort gelingt es Cubert, den Professor wieder in den Zustand eines 140-Jährigen zurückzuversetzen. |           |                                                                           |                                          |                          |                                         |               |               | |
| 24 | 2×14      | Die Rhythmus-Rückerstattung                                               | How Hermes Requisitioned His Groove Back | Mark Ervin               | Bill Odenkirk                           | 2. Apr. 2000  | 19. Feb. 2001 | Wie von Nostradamus prophezeit (As foretold by Nostradamus)                                                                                     |
| Bender, der beim Kartenspiel betrogen hat, versucht, sich in Hermes Büro zu verstecken. Er wird jedoch von den Betrogenen entdeckt und bei der anschließenden Prügelei wird Hermes Büro verwüstet. Da Hermes der Bürokrat von Planet Express ist und seine Beförderung ansteht, besteht er wegen der Unordnung in seinem Büro die Kontrolle nicht und wird entlassen. Die Kontrolleurin verliebt sich jedoch in Fry, weil dieser mit seiner unordentlichen Lebensart einen Kontrast zu ihrer sauberen Welt bietet. Bender kommt hinter das Geheimnis und wird von der Kontrolleurin seines Gehirns beraubt. Hermes, dessen von Dr. Zoidberg empfohlener vermeintlicher Urlaubsort in Wahrheit eine Arbeitskolonie ist, organisiert die dortige Arbeit straffer und darf zurückkehren – und erhält vom Oberbürokraten die Erlaubnis, alle bislang unbearbeiteten Akten einzusortieren, worunter sich auch Benders Gehirn auf einer Diskette befindet. Diese Episode bietet auch eine große Musical-Einlage. |           |                                                                           |                                          |                          |                                         |               |               | |
| 25 | 2×16      | Tief im Süden                                                             | The Deep South                           | Bret Haaland             | J. Stewart Burns                        | 16. Apr. 2000 | 5. März 2001  | Strenge Warnung vor den Dingen, die da kommen (A stern warning of things to come)                                                               |
| Die Crew fährt auf den Atlantik zum Angeln. Benders Behelfsangel verfängt sich in einen Riesenfisch, der das Schiff auf den Meeresboden zieht. Da dort die Triebwerke des Schiffes nicht funktionieren, gehen Bender, Dr. Zoidberg und Fry auf den Meeresgrund, um etwas zu essen zu suchen. Dabei trifft Fry eine Meerjungfrau. Es stellt sich heraus, dass die Stadt Atlanta irgendwann im 21. Jahrhundert aus Touristenmangel aufs Meer verlegt wurde, dort dann aber wegen des großen Gewichts unterging. Die Bewohner verwandelten sich durch die ausströmende Cola einer Fabrik in Meerjungfrauen, sodass sie unter Wasser weiterleben konnten. Fry entschließt sich bei den Leuten in der Stadt zu bleiben, fährt aber letztendlich trotzdem mit den anderen zurück an die Oberfläche, da er mit den Paarungsritualen nicht zurechtkommt. |           |                                                                           |                                          |                          |                                         |               |               | |
| 26 | 2×17      | Allein gegen die Roboter-Mafia                                            | Bender Gets Made                         | Peter Avanzino           | Eric Horsted                            | 30. Apr. 2000 | 12. März 2001 | Ein Abbild der Anforderungen verrückter Leute (Simulcast on crazy people’s fillings)                                                            |
| Die Crew besucht eine Show des vierarmigen Starkoches Elzar, der Benders großes Vorbild ist. Doch es kommt zu einem Unfall, bei dem Leela Gewürze in ihr Auge bekommt und daher für eine Woche eine Augenklappe tragen muss. Elzar lädt sie deshalb zu einem Essen ein. Jedoch stellt er ihnen das Essen trotzdem in Rechnung, die die Freunde nicht bezahlen können. Daraufhin macht Bender den Vorschlag im Restaurant auszuhelfen. Bei der Arbeit lernt er den Boss der Robotermafia kennen und fängt an, für ihn zu arbeiten. Bei seinem 2. Auftrag soll Bender dann das Planet Express-Raumschiff überfallen. Er kann durch das Verstellen seiner Stimme seine Teilnahme am Überfall gegenüber der Crew vertuschen und steigt anschließend aus der Mafia aus. |           |                                                                           |                                          |                          |                                         |               |               | |
| 27 | 2×19      | Muttertag                                                                 | Mother’s Day                             | Brian Sheesley           | Lewis Morton                            | 14. Mai 2000  | 2. Apr. 2001  | Larven getestet… Puppen bewilligt (Larva-tested pupa-approved)                                                                                  |
| Es ist Muttertag und so kommen fast alle Roboter zur Fabrik von Mom, der Erschafferin der meisten Roboter, um ihr Geschenke zu machen. Jedoch ist Mom dieses Jahr betrübt über das Ende einer Beziehung zu Professor Farnsworth vor 70 Jahren. Über eine Fernsteuerung, die Mom den Robotern eingebaut hat, befiehlt sie diesen gegen die Menschen zu rebellieren, um die Weltherrschaft an sich zu reißen. Um sie aufzuhalten, soll der Professor sie erneut verführen, um an die Fernbedienung zu kommen, mit der Mom die Roboter steuert. Dies gelingt ihm auch, aber als Mom erfährt, dass dies alles zum Plan gehörte, wirft sie den Professor raus, so dass alles wieder beim Alten ist. |           |                                                                           |                                          |                          |                                         |               |               | |
| 28 | 2×18      | Kennen Sie Popplers?                                                      | The Problem with Popplers                | Chris Sauve, Gregg Vanzo | Patrick M. Verrone, Darin Henry         | 7. Mai 2000   | 19. März 2001 | Nur zum äußerlichen Gebrauch (For external use only)                                                                                            |
| Leela, Bender und Fry sind auf der Suche nach Essbarem auf einem scheinbar unbewohnten Planeten. Sie stoßen auf sehr schmackhafte, schwer definierbare Klumpen und beschließen diese Klumpen auf der Erde unter dem Namen „Popplers“ zu verkaufen. Leela findet heraus, dass die „Popplers“ Kinder von außerirdischen Monstern vom Planeten Omikron Persei 8 sind. Als Rache wollen die Omikroner für jeden Poppler einen Menschen verschlingen. Nach Verhandlungen mit Zapp Brannigan reduzieren sie ihre Forderung auf Leela, da sie als erste einen Poppler aß. Captain Brannigan versucht Leela zu retten und setzt dem kurzsichtigen Omikronier einen Orang-Utan vor, doch ein Tierschützer deckt den Betrug auf. Kurz bevor Leela verschlungen wird, taucht der kleine Poppler auf, den Leela nicht gegessen hat, weil sie erkannt hat, dass es sich dabei um ein Lebewesen handelt. Die Omikroner essen stattdessen den Tierschützer auf und ziehen ab. |           |                                                                           |                                          |                          |                                         |               |               | |
| 29 | 2×20      | Geschichten von Interesse I                                               | Anthology of Interest I                  | Chris Louden, Rich Moore | Eric Rogers, Ken Keeler, David X. Cohen | 21. Mai 2000  | 9. Apr. 2001  | Gewissenhaft gezeichnet vor Publikum (Painstackingly drawn before a live audience)                                                              |
| Professor Farnsworth hat eine sensationelle Erfindung gemacht: die „Was-wäre-wenn-Maschine“. Natürlich wollen sich alle von dem Apparat vorführen lassen, wie ihr Leben verlaufen wäre, wenn … Bender beispielsweise 150 Meter groß oder Leela etwas impulsiver wäre – sie würde alle umbringen – oder was aus Fry geworden wäre, hätte er sich nicht einfrieren lassen. Er wäre nämlich von Stephen Hawking und Al Gore gefangen genommen worden, und das Universum hätte sich ganz eigenständig zerstört. |           |                                                                           |                                          |                          |                                         |               |               | |
| 30 | 3×2       | Krieg auf Spheron Eins                                                    | War Is the H-Word                        | Ron Hughart              | Eric Horsted                            | 26. Nov. 2000 | 4. März 2002  | Mit den Augäpfeln den Bildschirm berühren für eine billige Laseroperation (Touch eyeballs to screen for cheap laser surgery)                    |
| Fry und Bender melden sich als Freiwillige bei der Armee, aber eigentlich nur um eine Soldatenermäßigungskarte zu erhalten. Kaum angemeldet müssen sie auch prompt in den Krieg gegen intelligente Bälle ziehen, die den Planeten Spheron Eins bevölkern, den DOOP für sich beansprucht. Sie wissen nicht, dass Leela sich als Mann verkleidet ebenfalls gemeldet hat, um ihre Freunde zu beschützen, da sie weiß, dass die beiden ohne sie verloren wären. Die Armee wird von Zapp Brannigan geführt, der sich trotz Verkleidung an Leela heranmacht. Trotz des herausragenden Einsatzes Leelas können die DOOP-Truppen die Bälle nicht besiegen. Bender, der durch eine heldenhafte Aktion seine Kameraden gerettet hat, wird „zur Belohnung“ zusammen mit Henry Kissinger als Unterhändler zu den Bällen geschickt, wird aber heimlich mit einer sprachgezündeten Bombe ausgestattet, während Fry wegen Feigheit als Kifs Adjutanten abkommandiert wird (als einfacher Soldat konnte er nicht mehr degradiert werden). Als Fry und Leela von der Bombe erfahren, machen sie sich auf, um Bender zu retten, der jedoch nutzt die Bombe, um die Bälle zu erpressen, wodurch der Krieg um den völlig wertlosen Planeten schließlich doch gewonnen wird. |           |                                                                           |                                          |                          |                                         |               |               | |
| 31 | 3×1       | Dieses unheimliche Hupen                                                  | The Honking                              | Susie Dietter            | Ken Keeler                              | 5. Nov. 2000  | 25. Feb. 2002 | Duft-O-Vision-Teilnehmer sollten jetzt den Nasenschlauch anlegen (Smell-O-Vision users insert nostril tubes now)                                |
| Als Bender in dem Schloss seines verstorbenen Onkels eine gruselige Nacht verbringt, wird er von einem Auto angefahren. Nach kurzer Zeit finden Fry und Leela heraus, dass das Auto, das Bender angefahren hatte, ein Werwagen war (also ein Roboter, der sich nachts in einen Wagen verwandelt, vgl. Werwolf), und dass auf Bender nun der gleiche Fluch lastet. Um ihn zu lösen, reisen sie auf der Suche nach dem Ur-Werwagen durch die Welt, um schließlich den ersten Werwagen zu vernichten und Bender vom Fluch zu befreien. |           |                                                                           |                                          |                          |                                         |               |               | |
| 32 | 3×3       | Die Frau, die aus der Kälte kam                                           | The Cryonic Woman                        | Mark Ervin               | J. Stewart Burns                        | 3. Dez. 2000  | 11. März 2002 | Kein Ersatz für menschliche Zwischenspiele (Not a substitute for human interaction)                                                             |
| Nachdem Leela die Schlüssel im Planet-Express-Schiff stecken gelassen hat, fliegen Bender und Fry heimlich damit herum. Sie fliegen auf, Leela, Bender und Fry werden entlassen. Leela pflanzt sich und Fry wieder die Karriere-Chips aus der ersten Episode ein, vertauscht sie jedoch versehentlich. So muss Leela als Pizza-Lieferantin arbeiten, Bender und Fry fangen in der Auftau-Station an. Dabei trifft Fry auf seine alte Liebe Michelle aus dem Jahr 2000, die sich nach Frys Verschwinden dort ebenfalls hat einfrieren lassen. Die beiden kommen wieder zusammen, doch Michelle fühlt sich im Jahre 3000 nicht wohl und überredet Fry, sich gemeinsam für weitere 1000 Jahre einfrieren zu lassen. Sie tauen inmitten einer staubigen Einöde wieder auf und werden kurz danach von einer Kindergang überfallen und gefangen genommen. Michelle nörgelt ständig an Fry herum, so trennen sie sich, nachdem sie wieder freigekommen sind. Fry findet eine Stadt und trifft dort die gesamte Planet-Express-Crew, die ihm erklärt, dass er lediglich zwei Tage eingefroren war und in Los Angeles gelandet ist. |           |                                                                           |                                          |                          |                                         |               |               | |

## Staffel 3
| Nr. (ges.) | Nr. (St.) | Deutscher Titel                    | Originaltitel                  | Regie                | Drehbuch                                                 | Premiere      | Dt. Premiere  | Untertitel |
| --- | --------- | ---------------------------------- | ------------------------------ | -------------------- | -------------------------------------------------------- | ------------- | ------------- | --- |
| 33 | 3×5       | Amazonen machen Snu Snu            | Amazon Women in the Mood       | Brian Sheesley       | Lewis Morton                                             | 4. Feb. 2001  | 1. Juni 2002  | Ein Sekret der Comedybiene (Secreted by the Comedy Bee)                                                                                          |
| Amy und Leela stürzen zusammen mit Zapp Brannigan und Zapps Assistent Kif bei einem Doppel-Date in einem Restaurantraumschiff auf einen Planeten, auf dem sie von riesigen Amazonen gefangen genommen werden. Als Fry und Bender davon erfahren, fliegen sie los, um die Gruppe zu suchen. Dabei geraten auch sie in die Hände der Amazonen, die die Männer daraufhin zu ihrem Anführer bringen – einem riesigen Weiputer (weiblicher Computer). Die drei Männer (Zapp, Fry und Kif) werden daraufhin zum Tode verurteilt – durch Sex (amazonisch: „Snu Snu“). Nach einiger Zeit stehen diese auch kurz vor dem Ende ihrer Kräfte. Bender schafft es jedoch den weiblichen Computer zu durchschauen, und findet heraus, dass dieser ein normaler weiblicher Roboter ist. Er überzeugt sie, seine Freunde freizulassen und ihm eine große Menge Gold zu besorgen. Amy und Kif kommen schließlich zusammen. |           |                                    |                                |                      |                                                          |               |               | |
| 34 | 3×4       | Im Reich der Parasiten             | Parasites Lost                 | Peter Avanzino       | Eric Kaplan                                              | 21. Jan. 2001 | 18. Feb. 2002 | Falls Sie es nicht unterhaltsam finden, schreiben Sie Ihrem Kongressabgeordneten (If not entertaining, write your congressman)                   |
| In Frys Verdauungstrakt haben wurmartige Parasiten eine Zivilisation errichtet. Sie kümmern sich um ihren Wirtskörper, sodass Fry stärker, schlauer und begabter wird. Das Holophon, ein schwierig zu spielendes Musikinstrument, beherrscht er in kürzester Zeit. Während Leela Fry ablenkt, reist der Rest der Planet-Express-Crew in Form winziger, ferngesteuerter Roboter in Frys Körper, um ihn von den Parasiten zu befreien. Leela gefällt die Veränderung, sie zeigt sich empfänglich für Frys Annäherungsversuche und sabotiert das Vorhaben der anderen. Als Fry jedoch ahnt, dass Leelas Zuneigung weniger seiner Person als dem Beitrag der Parasiten gilt, vertreibt er die Parasiten aus seinem Körper. |           |                                    |                                |                      |                                                          |               |               | |
| 35 | 4×2       | Alle Jahre wieder                  | A Tale of Two Santas           | Ron Hughart          | Bill Odenkirk                                            | 23. Dez. 2001 | 11. Dez. 2002 | Diese Episode wurde ausschließlich von Strumpfpuppen gespielt (This episode performed entirely by sock puppets)                                  |
| Fry, Leela und Bender müssen zu Weihnachten einen Sack Briefe an den Weihnachtsmann liefern. Doch sie wollen nicht nur die Briefe liefern, sondern das Weihnachtsfest so verändern, wie es in Frys Zeit einmal war. Also versuchten sie, den Weihnachtsmann zu zerstören, was ihnen aber nicht gelingt. Sie schaffen es aber, den Weihnachtsmann im Eis festzufrieren. Doch wer soll dann die Geschenke verteilen? Es muss ein Roboter sein. Keine Frage, Bender wird als Weihnachtsmann verkleidet und losgeschickt. In allen Häusern wird er jedoch nur gegrillt, abgeschossen oder verprügelt und danach noch von der Polizei gefasst und zum Tode verurteilt. Fry und Leela wollen dies verhindern, indem sie den echten Weihnachtsmann holen, um Benders Unschuld zu beweisen. Der echte Weihnachtsmann kommt dann auch, aber nicht, um Benders Unschuld zu beweisen, sondern um Weihnachten wieder wie immer zu feiern. Da es aber schon spät ist, bittet er Bender mit ihm die Stadt zu verwüsten, so wie er es jedes Jahr macht. Da kann Bender natürlich nicht nein sagen und hilft mit. |           |                                    |                                |                      |                                                          |               |               | |
| 36 | 3×10      | Das Glück des Philip J. Fry        | The Luck of the Fryrish        | Chris Louden         | Ron Weiner                                               | 11. März 2001 | 6. Juli 2002  | Wird simultan ein Jahr später in der Zukunft gesendet (Broadcast simultaneously one year in the future)                                          |
| Fry hatte kein Glück beim Pferderennen und erinnerte sich dadurch an sein siebenblättriges Kleeblatt, das er einmal, als er noch jung war, gefunden hatte und in seinem Haus versteckt hat. Leela, Fry und Bender begeben sich daraufhin ins alte New York auf die Suche nach dem Kleeblatt. Doch im alten Versteck ist das Kleeblatt nicht zu finden. Per Zufall entdecken sie später jedoch eine Statue von einem Phillip J. Fry, dem ersten Marsbesucher, mit dem Kleeblatt am Hemd. Fry denkt erst, dass sein Bruder seinen Namen geklaut hätte. Nach diversen Recherchen, finden sie heraus, wo dieser Philipp J. Fry beerdigt wurde. Während Bender das Grab aushob, entdeckt Fry die Inschrift auf dessen Stein. Diese besagt, dass es sich um den Sohn seines Bruders handelt. Er taufte seinen Sohn (Frys Neffen) zu Ehren seines Bruders auf Phillip J. Fry. |           |                                    |                                |                      |                                                          |               |               | |
| 37 | 3×9       | Bender unter Pinguinen             | The Birdbot of Ice-Catraz      | James Purdum         | Dan Vebber                                               | 4. März 2001  | 29. Juli 2002 | Jetzt mit Lachelin (Now with Chucklelin) |
| Prof. Farnsworth will die Crew auf eine Mission schicken, um einen mit schwarzer Materie-Öl gefüllten Transporter abzuschleppen. Leela ist die ganze Sache zu gefährlich. So wird Bender zum Kapitän vom Planet-Express-Raumschiff. Nach einem kleinen Streit mit Fry trinkt Bender keinen Alkohol und fliegt nüchtern (d. h. betrunken) das Schiff auf eine Eisscholle auf Pluto, wo alle Pinguine leben. Das ganze Öl läuft aus. Als Strafe muss Bender die Pinguine mit Hilfe einer Umweltorganisation putzen. Da Bender darauf jedoch keine große Lust hat, zieht er ein Jacket an, verkleinert sich durch Einziehen der Beine und taucht bei den Pinguinen unter. Durch einen Unfall erleidet er zudem einen Kurzschluss und startet neu – geladen wird die Verhaltensweise und Sprache der Pinguine. Währenddessen findet die Umweltorganisation heraus, dass das Öl zu einer erhöhten Vermehrung unter den Pinguinen führt, und diese drohen den Planeten zu übervölkern. Somit entscheiden sie sich, die Anzahl der Pinguine durch eine Jagd einzugrenzen. Auch Leela macht dort nach langem Zögern mit. Als sie auf einen Pinguin in der Masse zielt und mit geschlossenem Auge abdrückt, rennt sie sofort zum verletzten Pinguin und findet Bender. Durch den Schuss startet Bender erneut neu und wurde wieder normal. Doch wie sich rausstellt, hat Bender sich nicht nur den Pinguinen angepasst, sondern auch diese haben diverse Eigenschaften (fast menschliches Verhalten) von ihm übernommen. Daher fangen die Pinguine an Jagd auf die Menschen zu machen. So müssen Bender und Leela sofort fliehen. Als Fry, der das Planet-Express-Schiff übernahm, die beiden von einer Eisscholle rettet, werden die Pinguine, die ihnen bis dort gefolgt sind, von einem Schwertwal, der sich auf die gegenüberliegende Seite der Eisscholle legte, gefressen. Somit ist auch das Problem der Überbevölkerung gelöst. |           |                                    |                                |                      |                                                          |               |               | |
| 38 | 3×6       | Bender – bis über beide Ohren      | Bendless Love                  | Swinton O. Scott III | Eric Horsted                                             | 11. Feb. 2001 | 8. Juni 2002  | Aus den Schlagzeilen von morgen (Torn from tomorrow’s headlines)                                                                                 |
| Bender kann sein Verlangen zu biegen nicht mehr unterdrücken und nimmt als Streikbrecher einen Job als „Bieger“ an. Dort lernt er den weiblichen Roboter Angeline (Ex-Frau von Flexo) kennen. Bender trifft sich mit ihr, vermutet aber, dass sie immer noch in Flexo verliebt ist. Um ihre Treue zu testen, gibt sich Bender als Flexo aus, woraufhin sich Angeline erneut in Flexo verliebt. |           |                                    |                                |                      |                                                          |               |               | |
| 39 | 3×7       | Der Tag, an dem die Erde verdummte | The Day the Earth Stood Stupid | Mark Ervin           | Jeff Westbrook                                           | 18. Feb. 2001 | 15. Juni 2002 | 80 % Unterhaltung durch Lautstärke (80 % entertainment by volume)                                                                                |
| Diese Episode enthüllt den Hintergrund von Nibbler, welcher zu Leelas Enttäuschung zunächst einen Preis als das dümmste Tier gewinnt. Er gehört einer Rasse an, die bereits 17 Jahre vor dem Urknall existierte. Als Botschafter auf die Erde entsandt, versucht er, den Angriff eines uralten Feindes in Form von fliegenden Gehirnen abzuwehren, welcher alle Geschöpfe verdummt, damit kein neues Wissen entsteht. Die Verdummungsstrahlen wirken jedoch nicht auf Frys Gehirn. Ihm obliegt es jetzt als klügstem Menschen von allen, die Welt zu retten. |           |                                    |                                |                      |                                                          |               |               | |
| 40 | 3×8       | Zoidberg geht nach Hollywood       | That’s Lobstertainment!        | Bret Haaland         | Patric M. Verrone                                        | 25. Feb. 2001 | 22. Juni 2002 | Aus Kornkreisen dechiffriert (Deciphered from crop circles)                                                                                      |
| Die Geschichte beginnt mit einem Auftritt von Dr. Zoidberg als Entertainer. Seine Witze sind alles andere als komisch. Da erinnert er sich an seinen Onkel Harold Zoid, der früher einmal ein Comedy-Schauspieler war. Mit diesem trifft er sich dann in Hollywood, um von ihm zu lernen. Stattdessen drehen sie dann mit Calculon einen Film. Da der aber auf den Oscar bestand, den ihm Bender versprochen hatte, mussten sie sogar noch die Academy Awards betrügen. |           |                                    |                                |                      |                                                          |               |               | |
| 41 | 3×11      | In den Augen einer Waise           | The Cyber House Rules          | Susie Dietter        | Lewis Morton                                             | 1. Apr. 2001  | 13. Juli 2002 | Bitte erheben Sie sich zum Futurama-Titelsong (Please rise for the Futurama theme song)                                                          |
| Auf einem Treffen des Waisenhauses, in dem Leela aufgewachsen ist, trifft sie Adlay Adkins wieder, in den sie zu Waisenzeiten verliebt war. Dieser hat es mittlerweile zum Arzt gebracht und implantiert Leela ein zweites Auge, als Wiedergutmachung für frühere Hänseleien. Nachdem Leela nun normal aussieht, werden Sie und Adlay zu einem Paar. Doch dieses Glück währt nur, bis Leela entdeckt, dass Adlay sie nur wegen ihres normalen Aussehens mag. Darauf lässt sie die OP rückgängig machen und verlässt Adlay wieder. Unterdessen adoptiert Bender 12 Waisenkinder, da er dafür 100 $ pro Woche und Kind bekommt. Nachdem er jedoch feststellt, dass ihn diese 110 $ pro Woche kosten, gibt er sie wieder ab. |           |                                    |                                |                      |                                                          |               |               | |
| 42 | 4×6       | Vierzig Käfer westwärts            | Where the Buggalo Roam         | Pat Shinagawa        | J. Stewart Burns                                         | 3. März 2002  | 14. Dez. 2002 | Hergestellt mit Liebe von Monstern (Krafted with luv by monsters)                                                                                |
| Zum Mars-Tag geben die Mars Wongs eine große Grill-Party auf ihrer Ranch. Dazu laden sie auch den Freund ihrer Tochter Amy, Kif Kroker, ein, um ihn besser kennenzulernen. Kif mit seiner „knochenlosen“ Erscheinung gefällt den Wongs überhaupt nicht. Sie hegen große Abneigung gegen ihn und bringen das auch zum Ausdruck. Als bei einem Sandsturm alle Buggalos (große Käfer, die wie Kühe als Nutztiere gehalten werden) auf mysteriöse Art und Weise verschwinden, sehen sich die Wongs schon ruiniert. Doch Kif (um die Wongs zu beeindrucken) hat sich fest vorgenommen, die Herde zurückzuholen. Natürlich wird er von Fry, Leela, Amy und Bender begleitet. Als sie die Herde in einem Vulkan auftreiben scheint das Unternehmen geglückt, doch da erscheinen Mars-Ureinwohner, die auf Buggalos fliegend Amy entführen. Die übrigen entscheiden sich dafür, einen Buggalo als Lockvogel zu benutzen, und gelangen durch den Sandsturm in das Versteck der Ureinwohner. Diese beklagen sich darüber, dass sie den ganzen Planeten für eine lumpige Perle eingetauscht haben und wollen sich nun an der Geisel rächen, als bemerkt wird, dass es sich bei der Perle um einen riesigen Diamanten handelt. Schon sind alle Streitigkeiten geklärt und die Ureinwohner fliegen mit der „Perle“ und der Absicht einen neuen Planeten zu kaufen von dannen. |           |                                    |                                |                      |                                                          |               |               | |
| 43 | 3×12      | Roboter Roberto – Bankräuber       | Insane in the Mainframe        | Peter Avanzino       | Bill Odenkirk                                            | 8. Apr. 2001  | 20. Juli 2002 | Benders Humor von Microsoft Witz (Bender’s Humor by Microsoft Joke)                                                                              |
| Dr. Zoidberg feiert seine zehnjährige Betriebsangehörigkeit bei Planet Express. Dies bringt Fry dazu, über seine Altersvorsorge nachzudenken. Er will seine Ersparnisse, genau 100 Dollar, sinnvoll investieren. Also kauft er sich für 94 Dollar Lotterielose und hat wie immer kein Glück. Mit den restlichen 6 Dollar will er ein Bankkonto eröffnen. In der Bank treffen Fry und Bender einen alten Bekannten von Bender. Ungeschickterweise überfällt er gerade die Bank und flüchtet. Fry und Bender werden aber von der Polizei geschnappt und verhaftet. In der Gerichtsverhandlung werden Fry und Bender in eine Roboter-Nervenheilanstalt eingewiesen. Fry wird erst wieder entlassen, als er sich wie ein Roboter verhält. Bender und Roberto fliehen aus der Nervenheilanstalt und überfallen ein weiteres Mal dieselbe Bank. Zurück bei Planet Express nimmt der Roberto die ganze Crew in Geiselhaft. Fry jedoch schlägt ihn in die Flucht – durchs Fenster. Als Fry feststellt, dass er durch einen Schnitt am Arm blutet, wird er sich wieder bewusst, dass er ein Mensch ist. |           |                                    |                                |                      |                                                          |               |               | |
| 44 | 5×3       | Die Wurzel allen Übels             | The Route of All Evil          | Brian Sheesley       | Dan Vebber                                               | 8. Dez. 2002  | 5. Juni 2004  | Richtigstellung: Jede Ähnlichkeit mit aktuellen Robotern wäre echt cool (Disclaimer: Any resemblance to actual robots would be really cool)      |
| Professor Farnsworths geklonter Sohn Cubert und Dwight, der Sohn von Hermes, treiben den ganzen lieben langen Tag nur Unsinn. Um dies in Zukunft zu unterbinden, werden die beiden Jungs im Zuge einer erzieherischen Maßnahme dazu verdonnert, ihr eigenes Geld zu verdienen. Die Jungs gründen daraufhin eine Konkurrenzlieferfirma und ziehen tatsächlich Aufträge an Land. Sie werden so erfolgreich, dass sie sogar Planet Express übernehmen und somit ihre eigenen Väter arbeitslos machen. Bei einem Zeitungslieferauftrag übernehmen sie sich aber und können ihn nur durch die Hilfe ihrer Väter erfüllen, so dass sich schließlich alles wieder zum Guten wendet. |           |                                    |                                |                      |                                                          |               |               | |
| 45 | 3×13      | Bender auf Tour                    | Bendin’ in the Wind            | Ron Hughart          | Eric Horsted                                             | 22. Apr. 2001 | 27. Juli 2002 | Laut Bundesgesetz ist ein Kanalwechsel verboten (Federal law prohibits changing the channel)                                                     |
| Fry findet einen alten VW-Bus und will damit fahren. Da aber die fossilen Brennstoffe komplett aufgebraucht sind, müssen sie auf Wal-Öl aus der Dose umsteigen. Als Bender nach langem Zögern versucht, die Dose mit dem Dosenöffner zu öffnen, wird er dabei so schwer verletzt, dass er seine Arme und Beine nicht mehr bewegen kann. Im Krankenhaus trifft er auf den Musiker Beck, der ihn einlädt mit ihm durch die Staaten zu reisen, um Musik zu machen. Fry, Amy, Leela und Zoidberg fahren dem Tourbus mit ihrem alten VW-Bus im Hippie-Stil nach, um auf jedes Konzert von Bender zu gehen. Vor dem Konzert in San Francisco entdeckt Bender jedoch zufällig, dass seine Beweglichkeit zurückkehrt. Beim Auftritt versucht Bender dies erst zu vertuschen, doch als er sich in den Song reinsteigert, fängt er an zu tanzen. Statt dies zu erklären, klaut Bender den Scheck und verschwindet mit Fry, Amy, Leela und Zoidberg in ihrem VW-Bus. Auf einem Pier an der Golden Gate Bridge endet die Verfolgungsjagd, und Bender gibt den Scheck an Beck zurück. Bei der Verfolgungsjagd taucht mehrfach ein grünes Hovercar im New-Beetle-Design auf. Damit wird auf den US-Actionfilm Bullitt angespielt, in dem bei einer Verfolgungsjagd mehrfach hintereinander derselbe grüne VW Käfer zu sehen ist. |           |                                    |                                |                      |                                                          |               |               | |
| 46 | 3×14      | Wie die Zeit vergeht               | Time Keeps On Slippin’         | Chris Louden         | Ken Keeler                                               | 6. Mai 2001   | 3. Aug. 2002  | Um die Sendung korrekt zu sehen, jetzt die rote Pille nehmen (For proper viewing, take red pill now)                                             |
| Während Prof. Farnsworths Team im Central Park sonnenbadet, landet das Team der Globetrotters auf der Wiese und fordert die Erdenbevölkerung zum Basketballmatch heraus. Der Professor nimmt die Herausforderung an. Er hat ein Team aus nuklearen Mutanten geklont. Die allerdings sind noch zu klein, um in den nächsten Tagen dieses Match zu spielen. Also wird das Team zum Sturmnebel geschickt, um Chronotonen (Zeitpartikel) zu sammeln, welche die Mutanten altern lassen sollen. Das funktioniert auch, nur mitten im Basketballspiel fängt die Zeit an zu springen, wodurch das Erdenteam trotz großem Vorsprung das Spiel verliert. Immer wenn jemand von etwas spricht, das in der Zukunft liegt, springt die Zeit dorthin. Die Zeitsprünge sind durch ein Ungleichgewicht wegen der Chronotonenernte ausgelöst worden. Selbst das Verschieben des ganzen Sternennebels hilft nicht. Man merkt das daran, dass Leela Fry heiratet und kurz danach sieht man, dass sie sich scheiden lassen. Die Zeitsprünge hören erst auf, als der ganze Nebel mit einer „am Jüngsten Tag“-Bombe gesprengt wird. Fry fragt sich, was er gemacht hat, dass Leela ihn geheiratet hat. Fry (und nur er) sieht es kurz vor der Detonation. Er hatte „I love You Leela“ mit Sonnen in den Nebel geschrieben. Durch deren Gravitation sollte die des Nebels neutralisiert werden. |           |                                    |                                |                      |                                                          |               |               | |
| 47 | 3×15      | Date mit einem Roboter             | I Dated a Robot                | James Purdum         | Eric Kaplan                                              | 13. Mai 2001  | 10. Aug. 2002 | Bei der Produktion dieser Episode wurden keine Menschen [getestet/untersucht/ausgesondert] (No Humans were probed in the making of this episode) |
| Fry darf einmal einen halben Tag das machen, was er schon immer machen wollte. Dazu gehört auch, mit einer Berühmtheit auszugehen. Deshalb lädt er sich bei nappster.com einen Lucy-Liu-Roboter-herunter. Er verbringt die ganze Zeit mit seinem Roboter. Bender denkt, dass Fry ihm die Frauen wegnimmt, und geht zu Napster, um sich deswegen zu beschweren. Sie finden heraus, dass die echten Köpfe dort gefangen sind, und retten den Kopf von Liu. Napster hetzt ihnen dann eine ganze Horde von Robotern auf den Hals. Im Kino jedoch werden die Roboter, die zuvor jede Menge Maiskörner als Munition in sich aufnahmen, durch einen Strahler erhitzt, wodurch diese in Popkorn zerbarsten. Zuletzt musste auch Fry seinen Roboter formatieren. Nachdem er dies getan hatte, eröffneten Bender und Liu ihm ihre Liebe zueinander. |           |                                    |                                |                      |                                                          |               |               | |
| 48 | 4×10      | Eine Klasse für sich               | A Leela of Her Own             | Swinton O. Scott III | Patric M. Verrone                                        | 7. Apr. 2002  | 18. Jan. 2003 | Rubbeln Sie hier, um Ihren Preis zu enthüllen (Scratch here to reveal prize)                                                                     |
| Eine neue Pizzeria hat gegenüber dem Planet-Express-Gebäude geöffnet. Fry, Leela und Bender wollen die Fremdlinge willkommen heißen und gehen bei ihnen Pizza essen. Die Pizza ist so schlecht, dass Fry verspricht, ihnen beizubringen, wie man Pizza auf der Erde macht. Die wichtigste Sache dabei ist ein großer Fernseher, da amerikanische Familien während des Essens Fernsehen möchten, so dass sie nicht miteinander reden müssen. Als Fry den Fernseher einschaltet, wird gerade ein Major League Blernsball-Spiel der New New York Mets gesendet. Die Fremdlinge verstehen das Spiel überhaupt nicht. Daraufhin lädt Fry die Pizzeria auf ein Spiel gegen die Planet Express-Crew ein. Leela solle pitchen, was ihr aber nicht gelingt, da sie immer nur den Batter trifft. Das wiederum findet der Besitzer der New New York Mets recht witzig und engagiert Leela als Promotion Gag für die Mets. In ihrem ersten Spiel trifft sie nur den Batter, wodurch sie der Liebling der Zuschauer wird. Bei einer Autogrammstunde trifft Leela auf Jackie Anderson, die bei den NNYU Blernsball spielt. Jackie wirft Leela vor, dass sie es durch ihre Show weiblichen Athleten unmöglich macht, ernstgenommen zu werden. Daraufhin beschließt Leela, nicht als schlechteste Blernsballspielerin in die Geschichte einzugehen. In ihrem letzten Spiel trifft sie dann überraschenderweise auf Jackie Anderson, die ihren letzten Pitch dann in einen Blern verwandelte und Leelas Schicksal als schlechteste Blernsballspielerin besiegelt. |           |                                    |                                |                      |                                                          |               |               | |
| 49 | 4×7       | Der unvergessene Pharao            | A Pharaoh to Remember          | Mark Ervin           | Ron Weiner                                               | 10. März 2002 | 28. Dez. 2003 | Psst… Nach der Sendung große Party bei euch! (Psst… big party at your house after the show!)                                                     |
| Nachdem Bender das Gefühl bekommt, dass man ihn sehr schnell vergessen würde, verliert er die Lebenslust. Unter anderem führt zu diesem Gefühl, dass er nach einem Überfall auf ein Schwimmbad in den Fernsehnachrichten nicht genau beschrieben und eine von ihm mit Graffiti besprühte Mauer gesprengt wird. Doch geschockt von seiner Beerdigung, die er noch lebendig miterlebt, bleibt er am Leben (und mit ihm seine Angst vergessen zu werden). Auf einer Auslieferung eines Sandsteinblocks zu einem Planeten mit einer den alten Ägyptern ähnlichen Zivilisation werden Fry, Leela und Bender jedoch versklavt und müssen am Bau einer Pyramide mitarbeiten. Dabei kommt Bender die Erkenntnis, dass ein gequältes Volk einen grausamen Herrscher niemals vergessen wird. Deswegen manipuliert Bender nach dem Tod des Pharaos die Prophezeiung und wird neuer Pharao. Er lässt sich von den Sklaven eine Statue als Grabmal bauen, neben der die Pyramiden der anderen Pharaonen wie Kieselsteine aussehen. Leela und Fry bleiben Sklaven und müssen Bender auf ihren Schultern tragen. Als das Mausoleum fertig ist, findet Bender es sei zu groß geraten, man würde sich an die Statue, nicht an ihn erinnern, er will eine neue bauen lassen. Er wird daraufhin gestürzt und lebendig in seinem Mausoleum begraben. Fry und Leela wollen jedoch keine Grabbeigaben bleiben und sprengen die Statue: Alle drei können fliehen. |           |                                    |                                |                      |                                                          |               |               | |
| 50 | 4×3       | Geschichten von Interesse II       | Anthology of Interest II       | Bret Haaland         | Lewis Morton, David X. Cohen, Jason Gorbett, Scott Kirby | 6. Jan. 2002  | 23. Nov. 2002 | Hey, TiVo! Schlag folgendes vor! (Hey, TiVo! Suggest this!)                                                                                      |
| Geschichten von Interesse II besteht eigentlich aus 3 einzelnen Geschichten, die eine vom Professor erfundene „Was-wäre-wenn-Maschine“ zeigt. Die erste Frage stellt Bender, was wäre, wenn er ein Mensch wäre. Die Videosimulation beginnt, wie Bender auf einem Tisch liegt und an einer Maschine angeschlossen ist, die Bender in einen Menschen verwandeln soll. Dies gelingt Prof. Farnsworth mit dieser Maschine auch, und Bender wird zum Mensch. Mit diesem Durchbruch in der Roboter-Mensch-Technik will sich Prof. Farnsworth für den Nobelpreis bewerben. Doch Bender haut ab und feiert eine Woche lang wilde Partys mit viel Essen und Alkohol. Als Prof. Farnsworth Bender der Nobelpreis-Jury vorstellt, ist dieser unheimlich fett geworden, was die Jury nicht so toll findet und den Professor aus der Wissenschaftsakademie werfen will. Doch Bender öffnet ihre Herzen mit einer riesengroßen Party, auf der er stirbt. Die zweite Frage darf Fry stellen. Da er außer Videospiele spielen nichts gut kann, fragte er, wie es wäre, wenn die Welt mehr wie ein Videospiel wäre. Die Geschichte beginnt damit, wie Präsident Nixon (Präsident der Erde) mit Botschafter Kong (Donkey Kong) vom Planeten „Nintendo 64“ einen Vertrag unterzeichnet. Botschafter Kong wirft jedoch, nachdem Nixon den Vertrag unterzeichnet hat, ein Fass auf ihn und klettert das Haus hinauf und trampelt solange auf ihm rum, bis es einstürzt. Da Fry sich gut mit Videospielen auskennt, wird er zu General Pac-Man gerufen um ihm im Krieg gegen die Aliens vom Planeten Nintendo 64 zu helfen. Fry muss die Space Invaders aufhalten, was ihm aber nicht gelingt. Dem letzten Schiff gelingt es zu landen. Die Aliens wollen jedoch nicht die Welt erobern, sondern nur Quarters. Niemand will ihnen jedoch Quarters geben, da alle diese selbst brauchen um ihre Wäsche zu waschen. Man einigt sich dann darauf, dass die Aliens ihre Wäsche mitwaschen dürfen. Die dritte Frage stellt Leela. Sie stellt die Frage, die sie schon ihr ganzes Leben plagt. Was würde passieren, wenn sie ihr wahres Zuhause finden würde? Doch als der Professor die Maschine startet, schlägt er Leela versehentlich mit dem Starthebel bewusstlos. Die dann folgende Geschichte zeigt den Traum Leelas, eine Anspielung auf Der Zauberer von Oz. Die Geschichte beginnt mit einem Absturz von Leela mit dem Planet Express-Raumschiff auf einem sehr merkwürdigen und farbenfrohen Planeten. Sie ist gleich auf eine Hexe gestürzt, der sie dann die Stiefel stiehlt. Amy kommt als Fee angeflogen und sagt Leela, dass der Professor ihr Schiff reparieren könne. Auf dem Weg zum Professor trifft Leela auf Fry, der eigentlich eine Vogelscheuche ist. In der Hoffnung, dass der Professor ein Gehirn für ihn hat, geht er auch mit. Die beiden treffen auf Bender, der auch mit zum Professor kommt, um dort Alkohol zu bekommen. Die drei treffen noch auf Zoidberg, der auch den Professor sucht, um ein wenig extra Courage zu bekommen. Auf ihrem Weg zum Professor werden Fry, Bender und Leela jedoch von Moms Söhnen entführt und zu der bösen Hexe Mom gebracht, da die sich schon immer eine Tochter gewünscht hat. Zum Anstoßen auf die neuen Familienverhältnisse öffnet Bender eine Flasche Sekt und bespritzt Mom ein wenig damit. Diese schmilzt sofort dahin, da Hexen nicht mit Flüssigkeiten in Berührung kommen dürfen. Als sie nun nach einigen Umwegen endlich beim Professor ankommen, hat Leela einen Wunsch frei. Diesen nutzt sie, um sich zu wünschen, eine Hexe zu sein. In ihrer ersten Tat als Hexe verwandelt sie den Professor, Fry und Bender in Frösche. Die Toilette im oberen Stock, welche Zoidberg gerade benutzt, leckt jedoch und das Wasser ging genau auf Leela, was sie auch zum Schmelzen brachte. |           |                                    |                                |                      |                                                          |               |               | |
| 51 | 4×1       | Roswell gut – alles gut            | Roswell That Ends Well         | Rich Moore           | J. Stewart Burns                                         | 19. Dez. 2001 | 16. Feb. 2002 | Spaß für die ganze Familie ausgenommen Großmutter und Großvater (Fun for the whole family except grandma and grandpa)                            |
| Durch das ungeplante Zusammenwirken verschiedener Strahlungen reist das Planet-Express-Schiff durch die Zeit ins Jahr 1947; es landet nahe Roswell. Das US-Militär findet Zoidberg, verbringt ihn auf eine Militärbasis und examiniert ihn. Frys verursacht versehentlich den Tod seines eigenen Großvaters und schläft anschließend mit dessen Freundin, um sie zu trösten – so wird er zu seinem eigenen Großvater. Die Freunde befreien Zoidberg und kehren mithilfe des Mikrowellenradars der Basis ins Jahr 3002 zurück. |           |                                    |                                |                      |                                                          |               |               | |
| 52 | 4×8       | Der göttliche Bender               | Godfellas                      | Susie Dietter        | Ken Keeler                                               | 17. März 2002 | 4. Jan. 2003  | Bitte alle Handys und Tricorder ausschalten (Please turn off all cell phones and tricorders)                                                     |
| Bender geht im Weltall verschollen und wird zur Heimat einer Zivilisation winziger, menschenähnlicher Wesen, die ihn anbeten. Im Bemühen, ihre Bitten zu erhören, schädigt Bender sie immer wieder ungewollt, was letzten Endes zur Vernichtung der Gesellschaft führt. Dann trifft Bender im All auf ein gottähnliches Wesen, das ihn schließlich zur Erde zurückschickt. |           |                                    |                                |                      |                                                          |               |               | |
| 53 | 4×9       | Wer wird Millionär?                | Future Stock                   | Brian Sheesley       | Aaron Ehasz                                              | 31. März 2002 | 11. Jan. 2003 | Liebe es oder strafe es ab (Love it or shove it)                                                                                                 |
| Als Fry einen Yuppie aus den 80er Jahren des 20. Jahrhunderts mit zur Firma nimmt, kann er nicht ahnen, dass dieser sofort Farnsworths Chefsessel an sich reißt. Doch damit nicht genug: Der ehemalige Börsenmakler bietet Planet Express ausgerechnet dem größten Konkurrenten, einer unter Moms Leitung stehenden Firma, zum Verkauf an. Fry und seine Freunde sind empört – bis der Wert der Firmenaktie ins Unermessliche steigt und alle Mitarbeiter zu potenziellen Millionären macht! Um die Übernahme zu besiegeln, musste auch der Yuppie noch mit seinen Stimmen (Anzahl der Aktien) zustimmen. Doch kurz davor stirbt er an Knochinitis. Da dessen Anteile an Fry übergingen, konnte Fry die Übernahme letzten Endes verhindern. Er möchte lieber weiterhin mit seinen Kollegen arbeiten, als reich zu sein. Die Werte waren eh schon gefallen, als er Prof. Farnsworth als neuen Inhaber von Planet Express verkündete. |           |                                    |                                |                      |                                                          |               |               | |
| 54 | 4×11      | Das Kochduell                      | The 30 % Iron Chef             | Ron Hughart          | Jeff Westbrook                                           | 14. Apr. 2002 | 25. Jan. 2003 | Wenn zufällig beobachtet, Kotzvorgang einleiten (If accidentally watched, induce vomiting)                                                       |
| Benders große Leidenschaft ist das Kochen, auch wenn alle anderen aus der Crew seine Gerichte für schlichtweg ungenießbar halten. Als der Roboter den ehemaligen Meisterkoch Spargel kennenlernt, sieht er seine Chance gekommen, einiges in der Kunst der Speisenzubereitung dazuzulernen. Dummerweise stirbt Spargel noch vor dem Unterricht an einem von Benders Gerichten. In den letzten Atemzügen bittet der Koch Bender um einen großen Gefallen. Bei dem Kochduell gewinnt Bender durch eine vom Meisterkoch Spargel hinterlassene Zutat. Wie Farnsworth am Ende herausfand handelte es sich um LSD. |           |                                    |                                |                      |                                                          |               |               | |

## Staffel 4
| Nr. (ges.) | Nr. (St.) | Deutscher Titel                                | Originaltitel                         | Regie                | Drehbuch          | Premiere      | Dt. Premiere  | Untertitel |
| --- | --------- | ---------------------------------------------- | ------------------------------------- | -------------------- | ----------------- | ------------- | ------------- | --- |
| 55 | 5×5       | Smizmarr oder der Tee des Lebens               | Kif Gets Knocked Up a Notch           | Wes Archer           | Bill Odenkirk     | 12. Jan. 2003 | 12. Juni 2004 | Von Bigfoot empfohlen (Bigfoot’s Choice)                                                                        |
| Amy hat Sehnsucht nach Kif, der Millionen von Lichtjahren entfernt auf Raumpatrouille ist. Als die Planet-Express-Crew eine riesige Medizinkapsel an einen Planeten ganz in der Nähe liefern soll, nutzt Amy die Chance und fliegt als blinder Passagier mit, um Kif zu treffen. In einem Simulationsraum spekulieren beide über ihre mögliche gemeinsame Zukunft. Durch einen Defekt der Simulationskammer kommt es jedoch zu einem Gefecht mit plötzlich real gewordenen Schurken (u. a. Dschingis Khan). Dabei schießt Zapp ein Loch in die Wand des Raumschiffs, durch das die Widersacher in den Weltraum hinausgesogen werden. Doch auch den Freunden droht, durch den Unterdruck im Weltraum zu verschwinden. Sie klammern sich gegenseitig aneinander, wobei Kif seinen Handschuh verliert. Bei der anschließenden Untersuchung durch den Arzt wird neben diversen Knochenbrüchen auch Kifs Schwangerschaft festgestellt. Obwohl der werdende Papa Kif eigentlich Amy liebt, findet Professor Farnsworth heraus, dass Leela die Mutter ist. Kif informiert die anderen jedoch, dass Amy, die seine Empfängnisbereitschaft auslöste als einzige soziale Mutter in Frage kommt („Smizmarr“) und verlobt sich mit ihr. Amy fühlt sich jedoch von der Situation überfordert und verlässt Kif. Als sich dieser danach zur Geburt des Nachwuchses auf seinen Heimatplaneten zurückzieht, taucht im letzten Moment Amy auf, um eine korrekte Eheschließung zu vollziehen. Dabei erfährt sie, dass sie noch zwanzig Jahre Zeit hat, sich auf ihre Mutterrolle vorzubereiten, die ihr kaulquappenartiger Nachwuchs in einem Tümpel verbringen wird. |           |                                                |                                       |                      |                   |               |               | |
| 56 | 4×5       | Die Waise des Jahres                           | Leela’s Homeworld                     | Mark Ervin           | Kristin Gore      | 17. Feb. 2002 | 7. Dez. 2002  | Es ist wie eine Heimatschnulze (It’s like »hee haw« with lasers)                                                |
| Professor Farnsworth hat eine neue Maschine entwickelt, die kleine, im Dunkeln leuchtende Nasen herstellen kann. Dummerweise produziert diese Maschine auch tonnenweise giftigen Abfall. Bender „unterbietet“ die Entsorgungskosten der Stadt (von 500 Dollar) mit seinem Gebot von 499 Dollar und 100 Cent und bekommt von Farnsworth den Auftrag, den Müll zu entsorgen. Praktischerweise leitet er die grüne Flüssigkeit einfach in die Kanalisation. Leela wird indessen vom Waisenhaus zur Waise des Jahres gewählt und fängt wieder an über ihre Herkunft zu grübeln, als plötzlich der Boden unter Fry, Bender und Leela durch den Giftmüll in der Kanalisation aufbricht und sie von den im Untergrund lebenden Mutanten entführt werden. Die Mutanten sind durch den Giftmüll verärgert, der ihnen zwar nichts anhaben kann, aber nun ermöglicht, dass sie sich im Wasserspiegel sehen können. Als sie die drei zu Mutanten verwandeln wollen, indem sie sie in das giftmüllgetränkte Wasser tunken, bekommen Fry, Bender und Leela Hilfe von zwei unbekannten Wesen und können entkommen. Auf der Flucht vor der aufgebrachten Meute durch die Kanalisation entdecken sie einen Raum, der voll mit Bildern und Texten aus Leelas Vergangenheit ist. Getrieben von Neugier bleibt Leela gegen den Willen ihrer Freunde in der Kanalisation und verfolgt die beiden vermummten Gestalten. Als die Kapuzen gelüftet werden, erkennt Leela ihre Eltern und dass sie selbst in Wirklichkeit keine Außerirdische, sondern eine Mutantin ist. |           |                                                |                                       |                      |                   |               |               | |
| 57 | 4×4       | Liebe und Raketen                              | Love and Rocket                       | Brian Sheesley       | Dan Vebber        | 10. Feb. 2002 | 30. Nov. 2002 | Wenn du den Roboter siehst, trink! (When you see the robot, drink!)                                             |
| Planet Express bekommt den Auftrag 20 Milliarden Süßigkeiten in Herzform zum Planeten Omicron Persei 8 zu bringen, um die Liebe der Erde gegenüber den Omicroniern zu zeigen. Zuvor hat Prof. Farnsworth eine neue Software auf das Planet-Express-Schiff gespielt, welches jetzt Gefühle hat und bei dem man die Stimme verstellen kann. Mit diesen neuen Gefühlen verliebt sich Bender in das Schiff und geht ein paar Mal mit ihm aus. Doch auf der Flucht vor den Omicroniern macht Bender mit dem Schiff Schluss, was ein ziemlich ungünstiger Zeitpunkt ist, da das Schiff darauf kurzerhand stehenbleibt. Aus Verzweiflung versucht das Schiff sich mit Bender zu vereinen, indem es in einen Quasar fliegen will. Aus diesem Grund versucht Bender, sich wieder mit dem Schiff zu versöhnen, was ihm aber nicht gelingt. Da sich Leela wie immer einmischen will, dreht das Schiff einfach den Sauerstoff und die Schwerkraft ab. Das Schiff würde nur stoppen, wenn Bender mit ihm eins werden will, wovon Bender gar nicht begeistert ist. Leela verspricht ihm aber, das Gehirn des Schiffs abzuschalten und ihn zu retten, bevor es passiert, was ihr dann auch gelingt. |           |                                                |                                       |                      |                   |               |               | |
| 58 | 5×6       | Superhelden                                    | Less Than Hero                        | Susie Dietter        | Ron Weiner        | 2. März 2003  | 19. Juni 2004 | Wird bald zur Weltreligion (Soon to be a major religion)                                                        |
| Leela ruft ihre Eltern in der Kanalisation an und lädt sie zu einem Ausflug auf die Oberfläche ein. Dazu braucht sie eine eintägige Aufenthaltsgenehmigung für die Oberfläche, die sie später bei Bürgermeister Popenmeier holen muss. In diesem Moment kommt Prof. Farnsworth herein und präsentiert seinen neuen Roboter, den er bei {\displaystyle \pi }KEA bestellt hat. Natürlich müssen Leela, Fry und Bender den Roboter zusammenbauen. Davon bekommen Leela und Fry ziemliche Schmerzen, was sie dann zu Dr. Zoidberg führt, der ihnen eine Wundersalbe gibt, mit der die beiden sich einreiben. Da der neue Roboter gleich darauf explodiert, sollen Fry und Leela ihn wieder zurückbringen und gegen ein CD-Regal eintauschen. Auf dem Weg zu {\displaystyle \pi }KEA werden sie überfallen und der Räuber schießt auf Fry. Der Schuss prallt aber einfach an ihm ab und Leela können Schläge mit einer Eisenstange nichts anhaben. Beide wundern sich über die Superkräfte, die sie plötzlich haben. Wieder im Planet-Express-Gebäude finden die zwei heraus, dass die Wundersalbe von Zoidberg dafür verantwortlich ist. Da es schon immer ein Traum von Fry war, ein Superheld zu sein, beschließt er, mit Leela und Bender ein Superheldenteam zu bilden und das Verbrechen zu bekämpfen. Der Bürgermeister gibt den drei Superhelden den Spezialauftrag, das Museum zu beschützen, da der „Zoowärter“ dort um 9 Uhr den wertvollen Quantum Gemaragd (ein Brillant) rauben will. Doch fällt dieser Termin genau auf den gleichen Tag, an dem sich Leela mit ihren Eltern treffen will. Sie arrangiert es, dass ihre Eltern um 10 Uhr auch zu diesem Museum kommen. Doch der Zoowärter kommt genau eine Stunde zu spät und somit genau mit Leelas Eltern. Im Museum kommt es zu einem erbitterten Kampf zwischen den Superhelden und den Tieren, die der Zoowärter unter seiner Kontrolle hat. Inzwischen machen sich Leelas Eltern auf den Rückweg, da sie denken, Leela habe sie aus Scham versetzt. Um sich zu bei ihren Eltern zu entschuldigen, geht Leela in die Kanalisation und erzählt ihnen schließlich, dass sie eine Superheldin ist. Ihr Vater kann dies nicht für sich behalten und erzählt es in der Kanalisation herum, wodurch es auch der Zoowärter erfährt und Leelas Eltern entführt. Er erpresst die Superhelden-Crew, den Edelstein für ihn aus dem Museum zu stehlen, im Austausch für die gefangenen Eltern. |           |                                                |                                       |                      |                   |               |               | |
| 59 | 5×4       | Der Geschmack der Freiheit                     | A Taste of Freedom                    | James Purdum         | Eric Horsted      | 22. Dez. 2002 | 26. Juni 2004 | Tatsächlich (Or is it?)                                                                                         |
| Dr. Zoidberg isst am „Freiheits-Tag“ die Welt-Fahne auf und wird dafür angeklagt. Er verteidigt sich mit dem Hinweis, dass er von seiner persönlichen Freiheit Gebrauch machen wollte. Als er dennoch verurteilt wird, flüchtet er in die Botschaft seines Heimatplaneten. Der Botschafter lässt die Krabben die Erde angreifen und erobern. Die Erdlinge werden versklavt, was dem freiheitsliebenden Zoidberg jedoch zuwiderläuft. Schließlich entweiht er ein weiteres Mal die „Weltflagge“ und rettet damit die Erdbürger aus der Knechtschaft. Zum Dank wird er rehabilitiert und darf exklusiv an der neuen Weltflagge knabbern. |           |                                                |                                       |                      |                   |               |               | |
| 60 | 5×15      | Wer ist hier cool?                             | Bender Should Not Be Allowed on TV    | Ron Hughart          | Lewis Morton      | 3. Aug. 2003  | 3. Juli 2004  | Kontrolliert Sie durch einen Chip im Hintern seit 1999 (Controlling you through a chip in your butt since 1999) |
| Bender wird durch eine Intrige der neue Star der Roboter-Soap-Opera Alle meine Stromkreise. Allerdings fällt er schon beim ersten Auftritt aus seiner Rolle, raucht und flucht und wird so zum neuen Jugendidol. Weil sie die Entwicklung ihrer Söhne gefährdet sehen, gründen Prof. Farnsworth und Hermes eine Bürgerinitiative, die sich für die Absetzung der Sendung einsetzt. |           |                                                |                                       |                      |                   |               |               | |
| 61 | 5×2       | Gebell aus der Steinzeit                       | Jurassic Bark                         | Swinton O. Scott III | Eric Kaplan       | 17. Nov. 2002 | 10. Juli 2004 | Keine Tochtergesellschaft der Futurama Messing-Knöchel-Co. (Not affiliated with Futurama Brass Knuckle Co.)     |
| Fry findet in einem Museum seinen Hund aus dem 20. Jahrhundert, der mittlerweile versteinert ist, und will ihn mithilfe von Prof. Farnsworth klonen lassen. Als er bemerkt, dass der Hund nach seinem Einfrieren noch lange gelebt hat, beschließt er den Klonvorgang abzubrechen, weil er denkt, dass der Hund ihn schon vergessen habe, was aber nicht der Fall ist. |           |                                                |                                       |                      |                   |               |               | |
| 62 | 5×1       | Die stinkende Medaille der Umweltverschmutzung | Crimes of the Hot                     | Peter Avanzino       | Aaron Ehasz       | 10. Nov. 2002 | 17. Juli 2004 | Achtung! Verursacht Wahnsinn bei Labormäusen (Known to cause insanity in laboratory mice)                       |
| Die globale Erwärmung macht allen auf der Erde zu schaffen. Bei einem Wissenschaftstreffen, zu dem Prof. Farnsworth nur widerwillig mitgeht, werden deshalb verschiedene Möglichkeiten diskutiert, die Erde vor der Hitze der Sonne zu schützen. Als ein riesiger Parabolspiegel-Versuch missglückt, hält es Farnsworth nicht mehr aus und ergreift das Wort. Er gibt zu, die ersten Roboter so konstruiert zu haben, dass sie Unmengen von Abgasen ausstoßen. Zu Benders Erschrecken, der der einzige Roboter auf der Versammlung ist, wird daraufhin beschlossen, dass alle Roboter vernichtet werden. Alle Roboter werden dazu unwissend zu einer Party auf eine Insel eingeladen. Einzig Bender weiß, was sie erwartet. Doch schließlich hat Farnsworth die rettende Idee: Er lässt alle Roboter gleichzeitig ihre Abgase ausstoßen und somit die Umlaufbahn der Erde zu vergrößern. Für diese Idee wird ihm die stinkende Medaille der Umweltverschmutzung verliehen. |           |                                                |                                       |                      |                   |               |               | |
| 63 | 5×7       | Die Quelle des Alterns                         | Teenage Mutant Leela’s Hurdles        | Bret Haaland         | Jeff Westbrook    | 30. März 2003 | 24. Juli 2004 | Jetzt Interaktiv! Joystick kontrolliert Frys linkes Ohr (Now Interactive! Joystick controls Fry’s left ear)     |
| Zu Beginn sieht man wie ein Gargoyle sich durch das Dach des Planet-Express-Gebäudes stürzt und davon fliegt. Kurz darauf sieht man wie Professor Farnsworth einen großen Haufen Exkremente von oben aus ins Gesicht bekommt. Danach macht er sich mit dem Planet-Express-Schiff auf die Suche nach ihm. Dabei verhält er sich vom Fahrstil, wie man es Rentnern nachsagt, und die Crew beschließt ihn in ein Verjüngungscenter zu schaffen. Dort setzt er sich in heißen Teer, welcher eine verjüngende Wirkung hat. Um das Ganze zu beschleunigen nutzt Bender eine Pumpe, welche den Teer noch schneller zirkulieren lässt. Dabei übertreibt er aber, der Boden bricht ein und alle Crewmitglieder fallen in den Teer. Alle werden jünger, der Professor ist in den Fünfzigern, die Crew ist im Teenager-Alter. Leela bekommt somit die Chance, ihre Kindheit mit ihren Eltern in der Kanalisation zu verbringen. Der Professor versucht währenddessen, alle wieder älter werden zu lassen, was aber gänzlich schiefgeht. Fry, der Professor, Bender, Zoidberg, Amy und Hermes werden daraufhin von Minute zu Minute jünger (“Unbirth – then death …”). Der Professor gibt die Crew (welche langsam ins Kindesalter gekommen ist) bei Leela zum Babysitten ab, um in Ruhe über einen Weg nachzudenken, wieder das richtige Alter zu bekommen. Die Lösung erscheint ihm, als Leela etwas über „Die Quelle des Alterns“ in einem Kinderbuch liest. Alle zusammen fliegen zu der Quelle, woraufhin der Professor, Fry, Hermes, Amy, Zoidberg und Bender in die Quelle fallen und sie von Leela gerettet werden müssen. Sie bekommt alle bis auf den Professor zu fassen, welcher in der Quelle zu versinken droht. In diesem Moment erscheint der Gargoyle. Er löst sich vom Planet-Express-Schiff und zieht den Professor in letzter Sekunde aus der Quelle. Er ist nun älter als vorher, der Rest ist wieder halbwegs im Ursprungsalter. Dem Gargoyle wird die Freiheit geschenkt, er sitzt zum Schluss in Paris und hat Nachwuchs neben sich sitzen. |           |                                                |                                       |                      |                   |               |               | |
| 64 | 5×8       | Philip J. Fry: V.I.P.                          | The Why of Fry                        | Wes Archer           | David X. Cohen    | 6. Apr. 2003  | 31. Juli 2004 | Tanzende Weltraumtomaten? Worauf ihr einen lassen könnt! (Dancing Space Potatoes? You bet!)                     |
| Die Nibbler haben Fry entführt, damit er das Universum für sie rettet. Die Datenbank der bösen Gehirne hat nämlich sämtliche Informationen des bestehenden Universums gesammelt, um sie zu zerstören und in eine andere Welt zu ziehen. Frys Aufgabe ist es nun, eine Kommunikationsbombe in der neuen Datenbank zu zünden, damit alles vernichtet wird. Während er versucht, diesem Auftrag nachzukommen, erfährt er die wahren Gründe, warum er einst tiefgefroren wurde. |           |                                                |                                       |                      |                   |               |               | |
| 65 | 4×12      | Der letzte Trekki                              | Where No Fan Has Gone Before          | Pat Shinagawa        | David A. Goodman  | 21. Apr. 2002 | 1. Feb. 2003  | Wo noch nie ein Fan gewesen ist (Where no fan has gone before)                                                  |
| Fry muss feststellen, dass die Worte „Star Trek“ verboten sind, alle Trekkies exekutiert wurden und die Köpfe der Hauptdarsteller sowie die letzten Aufnahmen aller Episoden und Filme auf den Planeten Omega 3 verbannt wurden. Da beschließt er, mit Hilfe von Leonard Nimoy die Filme wieder zu beschaffen. Auf dem Planeten angekommen werden die Planet-Express-Crew von Melllvar, einer Energiewolke und fanatischen Trekkie, gefangen genommen. Schließlich gelingt die Flucht vom Planeten. Aber da erscheint Zapp Brannigan mit seinem Raumschiff und startet eine Gerichtsverhandlung gegen Fry, Leela, Bender und die Besatzung des Raumschiffs Enterprise. Währenddessen wird das Schiff von Melllvar angegriffen. Insgesamt gibt es in dieser Folge starke Anlehnungen an die Raumschiff-Enterprise-Doppelepisode Talos IV – Tabu, in der Spock die Enterprise entführt, um Captain Pike nach Talos IV zu bringen. |           |                                                |                                       |                      |                   |               |               | |
| 66 | 5×9       | Der Stich                                      | The Sting                             | Brian Sheesley       | Patric M. Verrone | 1. Juni 2003  | 7. Aug. 2004  | Ein Nebenprodukt der Fernsehindustrie (A by-product of the TV industry)                                         |
| Leela, Fry und Bender werden von Professor Farnsworth auf eine scheinbar einfache Mission geschickt: Sie sollen Honig von riesigen, bösen Weltraum-Bienen sammeln. Nachdem die Crew in dem riesigen Bienenstock gelandet ist, beginnen sie damit, den Honig durch einen Schlauch zum Planet-Express-Schiff zu pumpen. Leela entschließt sich, eine Baby-Biene mitzunehmen. Zurück auf dem Schiff wird Fry bei dem Versuch, Leela zu retten von der Baby-Biene erstochen. Noch während Frys Beerdigung beginnt Leela, sich schwere Vorwürfe zu machen. Zurück zuhause hat Leela einen sehr realistischen Traum, der sie glauben macht, Fry sei noch am Leben. Als sie den anderen davon berichtet, glauben sie ihr kein Wort. Doch die Träume werden immer realistischer und bizarrer und Leela sinkt in einen immer tieferen Schlaf. |           |                                                |                                       |                      |                   |               |               | |
| 67 | 5×13      | Coilette & Calculon – Eine Liebesgeschichte    | Bend Her                              | James Purdum         | Michael Rowe      | 20. Juli 2003 | 14. Aug. 2004 | Zu scharf fürs Radio (Too hot for radio)                                                                        |
| Bender lässt sich zu einem Fem-Bot umbauen um bei einem Wettbewerb für weibliche Biegeroboter teilzunehmen. Der Serien-Star Calculon von „Alle meine Stromkreise“ verliebt sich dann in Bender alias Coilette, Bender beschließt ihn zu heiraten und sich dann scheiden zu lassen, damit er Geld bekommt. Doch Coilette verliebt sich dann auch in Calculon … kann ihn der Professor noch rechtzeitig umbauen, bevor er dauerhaft ein Fem-Bot bleibt? |           |                                                |                                       |                      |                   |               |               | |
| 68 | 5×14      | Absolut fabelhaft                              | Obsoletely Fabulous                   | Dwayne Carey-Hill    | Dan Vebber        | 27. Juli 2003 | 21. Aug. 2004 | Man kann nicht beweisen, dass es nicht passieren wird (You can’t prove it won’t happen)                         |
| Mom hat den neuen Robotertyp 1-X erfunden und möchte nun, dass alle anderen Roboter ein Upgrade erfahren. Da sich die Kollegen aus Blech dabei sehr verändern, ergreift Bender kurzerhand die Flucht und findet sich schließlich auf einer Insel wieder, die nur von drei weiteren flüchtigen Robotern bewohnt wird. Mit dem einfachen Leben legen die vier Jungs aus Metall den Stress der Wirklichkeit ab und kommen dabei auf so manchen dummen Gedanken. |           |                                                |                                       |                      |                   |               |               | |
| 69 | 5×10      | Die Farnsworth Parabox                         | The Farnsworth Parabox                | Ron Hughart          | Bill Odenkirk     | 8. Juni 2003  | 24. Aug. 2004 | Übertrifft einen harten Tritt ins Gesicht (Beats a hard kick in the face)                                       |
| Der Professor erschafft in einem verrückten Experiment eine Box mit unbekanntem Inhalt. Da dieses Experiment ihn beinahe das Leben kostet, verbietet er der Crew von Planet Express in die Box zu sehen und befiehlt, die Box am nächsten Tag zu zerstören. Leela als vertrauenswürdigste Beschäftigte soll die Nacht über auf die Box aufpassen. Nach einer durchwachten Nacht kann aber selbst Leela nicht mehr widerstehen, sie wirft eine Münze, um zu entscheiden, ob sie in die Box schauen soll. Das Ergebnis ist positiv, Leela sieht hinein und fällt in ein Paralleluniversum. Die dortige Planet-Express-Crew ist von marginalen Unterschieden abgesehen der Leela bekannten ziemlich ähnlich. Nachdem die dortige Leela (mit roten Haaren) die Crew aus dem uns bekannten Universum in das Paralleluniversum entführt hat, halten beide Crews Konferenz. Sie einigen sich darauf, das uns bekannte Universum „Universe A“ und das Paralleluniversum „Universe 1“ zu nennen. Die Crews erkennen, dass der einzige Unterschied zwischen beiden Universen das Ergebnis von Münzwürfen ist, welche jeweils entgegengesetzt ausfallen. Die Verbindung zwischen beiden Universen sind die beiden Boxen die beide Professoren zeitgleich gebaut haben. Aus Eifersucht auf die anderen Crew-Mitglieder stehlen die beiden Zoidbergs die blaue Box aus Universe 1. Die Crew erfährt unterdessen, dass der Hermes aus Universe A auf dem Weg ist die gelbe Box, und somit das Paralleluniversum, wie befohlen zu vernichten. Um dies zu verhindern, müssen beide Crews zusammenarbeiten, um die Zoidbergs zu finden, bevor Hermes die Box in die Sonne schleudert. |           |                                                |                                       |                      |                   |               |               | |
| 70 | 5×11      | Dreihundert dicke Dinger                       | Three Hundred Big Boys                | Swinton O. Scott III | Eric Kaplan       | 15. Juni 2003 | 4. Sep. 2004  | Zur besten Sendung gewählt (Voted »BEST«)                                                                       |
| Nachdem Zapp Brannigan den Spinnenplaneten erobert hat, beschließt Präsident Nixons Kopf, der gesamten Erdbevölkerung 300 $ zu schenken. Amy nutzt ihr Geschenk, um sich ein total hippes sprechendes Tattoo stechen zu lassen, während Kif sein Geld lieber in ein Date über den Wolken mit sowie eine Uhr für Amy investiert. Der Professor wünscht sich, wieder ein wenig jünger auszusehen und leistet sich eine Familienpackung Stammzellen, um seine Haut zu straffen und wieder mehr Erfolg bei Frauen zu haben. Benders Wunsch, „Le Grand Cigar“, lässt sich für 300 $ nicht realisieren. Da sie von Queen Elizabeth während ihrer wilden Jahre in einem Stück des gleichen Papiers der US-Verfassung gerollt wurde, kostet sie 10.000 $. Da entscheidet sich Bender doch lieber für das Einbrecher-Werkzeug-Set zu 300 Dollar … Hermes ersteht für sich und seinen Sohn Dwight ein Paar 10 m hohe Bambus-Stelzen, mit denen die beiden unkontrolliert durch New York wanken. Eine Runde Schwimmen mit dem Pottwal Mushu im Zoo von Brooklyn kostet Leela ihre 300 $. Zoidberg kauft sich für sein Geld alles, aber auch wiederum nichts, da er mit seinem neuen „Reichtum“ einfach nichts Rechtes anzufangen weiß. Und Fry? Fry münzt jeden einzelnen Dollar in Kaffee um. Der Zähler läuft während der ganzen Episode mit. Und als Fry den 100. Kaffee trinkt, passiert etwas Unglaubliches. |           |                                                |                                       |                      |                   |               |               | |
| 71 | 5×12      | Lustkrise auf Omicron Persei Acht              | Spanish Fry                           | Peter Avanzino       | Ron Weiner        | 13. Juli 2003 | 11. Sep. 2004 | Danke fürs Zusehen, Futurama-Sklaven-Armee (Thanks for watching, Futurama slave army!)                          |
| Als bei einem Waldlauf plötzlich Frys Nase verloren geht, stellt sich heraus, dass die Nase auf dem Planeten Omicron Persei Acht ein sehr begehrtes Aphrodisiakum ist. Der Tyrann Lrrr hat sie gestohlen, weil er endlich wieder eine normale sexuelle Beziehung mit seiner Frau leben möchte. Entsprechend wenig Bereitschaft zeigt Lrrr, Fry die Nase zurückzugeben, bis plötzlich Leela und Bender vor seiner Türe stehen und die Nase zurückfordern. |           |                                                |                                       |                      |                   |               |               | |
| 72 | 5×16      | Die Hände des Teufels                          | The Devil’s Hands are Idle Playthings | Bret Haaland         | Ken Keeler        | 10. Aug. 2003 | 18. Sep. 2004 | Wir sehen uns auf irgend ’nem andern Kanal (See you on some other channel)                                      |
| Die letzte Folge der Staffel behandelt die Beziehung zwischen Fry und Leela. Fry nimmt Holophonor-Unterricht, um Leelas Herz mit Hilfe von Musik zu erobern, doch er ist nicht sehr talentiert. Seine Musiklehrerin diagnostiziert bei ihm „dumme Finger“, mit denen er das Instrument nie meistern wird. Auf Anraten Benders sucht Fry eine Audienz beim Roboterteufel, dieser bietet ihm ein Glücksspiel an, bei dem Fry die Hände eines Roboters gewinnen kann. Fry gewinnt – die Hände des Roboterteufels selbst, widerwillig tauscht dieser seine Hände mit denen Frys. Mit Hilfe seiner neuen Finger wird Fry zum gefeierten Holophonor-Meister, er spielt vor ausverkauften Sälen und verkauft CDs. Als Hedonism Bot eine Oper bei Fry in Auftrag gibt, sieht dieser seine Chance – er schreibt über seine Liebe zu Leela. Doch der Roboterteufel ist unzufrieden mit dem Tausch, er will unter allen Umständen seine alten Hände zurück. Er entwirft einen komplizierten Plan, durch den Leela taub wird und so nicht in der Lage ist, Frys Oper zu hören. Nachdem die erste Hälfte der Oper vorüber ist, bietet der Roboterteufel Leela einen Tausch an – neue Roboterohren für ihre Hand. Leela ist so verzweifelt, dass sie den Tausch annimmt, um den Rest der Oper hören zu können. In der zweiten Hälfte kommt es zum Showdown zwischen Fry und dem Roboterteufel. Vor versammeltem Publikum enthüllt dieser den Vertrag, den er mit Leela schloss. Ging Leela anfangs davon aus, dass der Roboterteufel ihre Hand für die Ohren haben möchte, stellt sich dies schnell als Irrtum heraus. Als der Roboterteufel das Kleingedruckte des Vertrags vorliest, wird sein Plan deutlich – Leela hat mit ihrer Unterschrift eingewilligt ihn zu heiraten. Der Roboterteufel stellt Fry vor die Wahl: Entweder er gibt ihm die Hände zurück, die Fry braucht um Leelas Herz zu erobern, oder er sieht zu, wie der Roboterteufel die Frau seiner Träume heiratet. Fry gibt die fremden Hände zurück und versucht die Oper dennoch zu beenden. Als alle anderen Zuschauer die Oper verlassen, da sie das schlechte Spiel Frys nicht ertragen, bleibt alleine Leela zurück und besteht darauf, das Ende der Oper zu hören. |           |                                                |                                       |                      |                   |               |               | |

## Staffel 5
| Nr. (ges.) | Nr. (St.) | Deutscher Titel                     | Originaltitel                  | Regie             | Drehbuch                                                | Premiere      | Dt. Premiere  | Untertitel                                                                                 |
| --- | --------- | ----------------------------------- | ------------------------------ | ----------------- | ------------------------------------------------------- | ------------- | ------------- | ------------------------------------------------------------------------------------------ |
| 73 | 6×1       | Bender’s Big Score (Teil 1)         | Bender’s Big Score             | Dwayne Carey-Hill | Ken Keeler, David X. Cohen                              | 23. März 2008 | 19. Sep. 2010 | It just won't stay dead!                                                                   |
| Fry entdeckt auf seinem Hintern ein Tattoo von Benders Kopf. Darin versteckt findet Bender einen Zahlencode, der Zeitreisen ermöglicht. Derweil übernehmen nudistische außerirdische Betrüger Planet Express und bemächtigen sich Benders mithilfe eines Virus. In der Zwischenzeit lernt Leela den Mann ihrer Träume kennen und Hermes verliert (im Wortsinne) seinen Kopf während einer Partie Limbo. |           |                                     |                                |                   |                                                         |               |               |                                                                                            |
| 74 | 6×2       | Bender’s Big Score (Teil 2)         | Bender’s Big Score             | Dwayne Carey-Hill | Ken Keeler, David X. Cohen                              | 23. März 2008 | 26. Sep. 2010 | Watch, Rinse, Repeat                                                                       |
| Die außerirdischen Betrüger nutzen das Tattoo auf Frys Hintern, um mittels Zeitreisen die wertvollsten Gegenstände der Geschichte zu stehlen. Fry flieht ins 20. Jahrhundert und Bender wird ihm von den außerirdischen Betrügern nachgeschickt, um ihn zu töten. Währenddessen wird Leela immer vertrauter mit ihrem neuen Freund, und Hermes bekommt einen neuen Körper. |           |                                     |                                |                   |                                                         |               |               |                                                                                            |
| 75 | 6×3       | Bender’s Big Score (Teil 3)         | Bender’s Big Score             | Dwayne Carey-Hill | Ken Keeler, David X. Cohen                              | 23. März 2008 | 10. Okt. 2010 | Apply directly to the foreclaw                                                             |
| Obwohl die Betrüger Bender aus ihrer Kontrolle entlassen und das Tattoo auf Frys Hintern zerstört wird, verfallen immer mehr Leute durch die Machenschaften der Betrüger in Armut und Elend. In der Zwischenzeit heiratet Leela ihren neuen Freund, und Fry erfährt, wie sein Leben im 21. Jahrhundert hätte sein können. |           |                                     |                                |                   |                                                         |               |               |                                                                                            |
| 76 | 6×4       | Bender’s Big Score (Teil 4)         | Bender’s Big Score             | Dwayne Carey-Hill | Ken Keeler, David X. Cohen                              | 23. März 2008 | 17. Okt. 2010 | Last known transmission of the Hubble Telescope                                            |
| Nachdem bei Leelas Hochzeit ihr Herz gebrochen wird, und Hermes neuer Körper wiederum getötet wird, verbannen die Betrüger die Erdenbürger an den Rand des Sonnensystems, was zu einem intergalaktischen Krieg um die Erde führt. Als die Wahrheit über Leelas Verlobten herauskommt, wird Bender letztlich doch zum Helden. Durch die vielen Zeitreisen entsteht jedoch ein Riss im Weltraum, kurz bevor Bender’s Big Score endet. |           |                                     |                                |                   |                                                         |               |               |                                                                                            |
| 77 | 6×5       | Die Ära des Tentakels (Teil 1)      | The Beast with a Billion Backs | Peter Avanzino    | Eric Kaplan, David X. Cohen                             | 19. Okt. 2008 | 24. Okt. 2010 | The Proud Result of Prison Labor                                                           |
| Als ein mysteriöser Riss im Weltraum auftaucht, startet Professor Farnsworth eine Untersuchung, die herausfinden soll, was auf der anderen Seite liegt. Derweil festigen Kif und Amy durch eine hochzeitsartige Zeremonie nach der Tradition von Kifs Heimatkultur ihre Beziehung, und Fry bekommt Anlass zur Befürchtung, dass seine neue Freundin ihm mehr abverlangt, als er zu geben bereit ist. |           |                                     |                                |                   |                                                         |               |               |                                                                                            |
| 78 | 6×6       | Die Ära des Tentakels (Teil 2)      | The Beast with a Billion Backs | Peter Avanzino    | Eric Kaplan, David X. Cohen                             | 19. Okt. 2008 | 7. Nov. 2010  | It Makes a Nice Sandwich                                                                   |
| Nachdem die Erforschung des Risses im Weltraum desaströs endet, wird ein militärisches Vorgehen gegen den Riss geplant, wodurch Kif sein Leben verliert. In der Zwischenzeit entscheidet sich Fry, in das Universum auf der anderen Seite des Risses zu wechseln, während Bender einer geheimen Roboter-Organisation beitritt. |           |                                     |                                |                   |                                                         |               |               |                                                                                            |
| 79 | 6×7       | Die Ära des Tentakels (Teil 3)      | The Beast with a Billion Backs | Peter Avanzino    | Eric Kaplan, David X. Cohen                             | 19. Okt. 2008 | 14. Nov. 2010 | 0100100001101001                                                                           |
| Fry hat sich in ein gigantisches Tentakel-Monster aus dem Universum auf der anderen Seite des Risses verliebt, das nun seine Tentakel überall ins hiesige Universum streckt. Derweil versucht Amy, Kifs Tod zu verkraften, Bender festigt in seinem neuen Geheimclub seinen Ruf als Menschenhasser, und Leela findet Schockierendes über das Tentakel-Monster heraus. |           |                                     |                                |                   |                                                         |               |               |                                                                                            |
| 80 | 6×8       | Die Ära des Tentakels (Teil 4)      | The Beast with a Billion Backs | Peter Avanzino    | Eric Kaplan, David X. Cohen                             | 19. Okt. 2008 | 21. Nov. 2010 | The Robots are Coming! The Robots are Coming!                                              |
| Das Tentakel-Monster lädt jeden Erdenbewohner im Universum zu einem Date ein. Dies führt dazu, dass jeder auf der anderen Seite des Risses mit dem Tentakel-Monster zusammenleben möchte und die Erde verlässt. Einzig die Roboter bleiben zurück. Währenddessen erweckt das Monster Kif wieder zum Leben, und Bender greift zu drastischen Mitteln, um alle auf die Erde zurückzuholen. |           |                                     |                                |                   |                                                         |               |               |                                                                                            |
| 81 | 6×9       | Bender’s Game (Teil 1)              | Bender’s Game                  | Dwayne Carey-Hill | Eric Horsted, David X. Cohen                            | 26. Apr. 2009 | 5. Dez. 2010  | The flames in your TV are not part of the show.                                            |
| Leela lässt sich von pöbelnden Rednecks zur Teilnahme an einem Space Demolition Derby hinreißen. Dabei wird das Planet-Express-Schiff stark beschädigt, außerdem war der private Gebrauch des Schiffs wegen gestiegener Preise für Dunkle Materie, dem Treibstoff, verboten worden. In der Zwischenzeit wird Bender zu einem besessenen Spieler von Dungeons and Dragons. |           |                                     |                                |                   |                                                         |               |               |                                                                                            |
| 82 | 6×10      | Bender’s Game (Teil 2)              | Bender’s Game                  | Dwayne Carey-Hill | Eric Horsted, David X. Cohen                            | 26. Apr. 2009 | 12. Dez. 2010 | The episode they'll be thinking about by the water cooler, but not mentioning specifically |
| Prof. Farnsworth eröffnet, warum ihn die Dunkle-Materie-Knappheit, die sich zu einer regelrechten Wirtschaftskrise entwickelt hat, verärgert. Zusammen mit Fry und Leela schleicht er sich in Moms Hauptquartier in Alaska. Derweil wurde Bender in eine Irrenanstalt für Roboter eingeliefert. Dort macht er keine Fortschritte. |           |                                     |                                |                   |                                                         |               |               |                                                                                            |
| 83 | 6×11      | Bender’s Game (Teil 3)              | Bender’s Game                  | Dwayne Carey-Hill | Eric Horsted, David X. Cohen, Michael Rowe, Eric Kaplan | 26. Apr. 2009 | 19. Dez. 2010 | Current eBay bid: $8.51                                                                    |
| Fry, Leela und Farnsworth erkennen die erschütternde Wahrheit hinter der Rohstoffknappheit. Plötzlich tut sich ein Riss im Boden auf, und sie finden sich in mystische Figuren verwandelt in der magischen Welt von Cornwood wieder, das Benders Fantasie von der Spielewelt aus Dungeons and Dragons entspricht. |           |                                     |                                |                   |                                                         |               |               |                                                                                            |
| 84 | 6×12      | Bender’s Game (Teil 4)              | Bender’s Game                  | Dwayne Carey-Hill | Eric Horsted, David X. Cohen, Patric Verrone            | 26. Apr. 2009 | 2. Jan. 2011  | Collect all fifty billion!                                                                 |
| In der Fantasiewelt bestehen die Alter Egos der Hauptfiguren verschiedene Abenteuer. Die finale Niederlage gegen Mom bringt sie in ihre eigene Welt zurück, wo durch einen Trick der Sieg über Mom gelingt. |           |                                     |                                |                   |                                                         |               |               |                                                                                            |
| 85 | 6×13      | Leela und die Enzyklopoden (Teil 1) | Into the Wild Green Yonder     | Peter Avanzino    | Ken Keeler, David X. Cohen                              | 26. Apr. 2009 | 9. Jan. 2011  | <ESP> Closed-captioned for the ESP-impaired                                                |
| Die Crew von Planet Express besucht Amys Eltern, Leo und Inez Wong. Diese zerstören das alte Mars Vegas, um eine neue, ausgefallenere Variante davon bauen zu können. Eine Gruppe von Öko-Feministinnen unter der Führung von Frida Waterfall protestiert gegen die damit einhergehende Zerstörung der Umwelt. Dies führt zu einem Unfall, bei dem ein Schmuckstück von Frida in Frys Kopf landet und ihm so telepathische Kräfte verleiht. Leela rettet einen marsianischen Blutsauger, den letzten seiner Art, vor der Vernichtung durch Leo Wong.                                         |           |                                     |                                |                   |                                                         |               |               |                                                                                            |
| 86 | 6×14      | Leela und die Enzyklopoden (Teil 2) | Into the Wild Green Yonder     | Peter Avanzino    | Ken Keeler                                              | 26. Apr. 2009 | 9. Jan. 2011  | If you can read this, thank us!                                                            |
| Fry trifft auf Hutch, der ihn in die Legion of Mad Fellows einführt, eine Geheimgesellschaft von Telepathen, die Kopfbedeckungen aus Alufolie tragen, um sich davor zu schützen, dass ihre Gedanken gelesen werden. Dieser berichtet Fry von den Enzyklopoden, einer Rasse, die die DNA aller vom Aussterben bedrohten Arten des Universums konserviert, um sie wiedererschaffen zu können. Ein violetter Zwergstern ist das Ei des letzten Enzyklopoden. Die übrigen wurden durch die Dark Ones ausgelöscht.                                                                                |           |                                     |                                |                   |                                                         |               |               |                                                                                            |
| 87 | 6×15      | Leela und die Enzyklopoden (Teil 3) | Into the Wild Green Yonder     | Peter Avanzino    | Ken Keeler                                              | 26. Apr. 2009 | 16. Jan. 2011 | Now available without a prescription                                                       |
| Leo Wong heuert Zapp Brannigan und Kif Kroker an, um die Öko-Feministinnen zu fangen. Fry infiltriert Leos Organisation als Wachmann. Er will Leela durch Frida Waterfall eine Botschaft zukommen lassen, doch Frida wird durch den letzten Dark One unerkannt getötet. Farnsworth, Zoidberg und Hermes werden von den Öko-Feministinnen gefangen genommen, denen mittlerweile Leela, Amy, LaBarbara Conrad und andere beigetreten sind. Fry und Leela treffen sich heimlich, werden dabei aber von Zapp Brannigan belauscht. Die Öko-Feministinnen werden nun ihrerseits gefangen genommen. |           |                                     |                                |                   |                                                         |               |               |                                                                                            |
| 88 | 6×16      | Leela und die Enzyklopoden (Teil 4) | Into the Wild Green Yonder     | Peter Avanzino    | Ken Keeler, David X. Cohen                              | 26. Apr. 2009 | 16. Jan. 2011 | The humans shall not defeat us (geschrieben in „Außerirdisch“)                             |
| Die Planet-Express-Crew und die Öko-Feministinnen fliehen. Als Leo Wong den Zwergstern zerstören will, gibt sich der marsianischen Blutsauger als der letzte der Dark Ones zu erkennen. Der letzte Enzyklopode wird geboren, bringt ausgestorbene Arten zurück ins Universum und tötet den letzten Dark One. Als Zapp Brannigan die Flüchtigen stellen will, fliehen diese vor ihm in ein Wurmloch, eine Reise mit ungewissem Ausgang. Fry gesteht Leela seine Liebe und diese erwidert sie.                                                                                                 |           |                                     |                                |                   |                                                         |               |               |                                                                                            |

## Staffel 6
| Nr. (ges.) | Nr. (St.) | Deutscher Titel                                         | Originaltitel                    | Regie                    | Drehbuch                       | Premiere      | Dt. Premiere  | Untertitel |
| --- | --------- | ------------------------------------------------------- | -------------------------------- | ------------------------ | ------------------------------ | ------------- | ------------- | --- |
| 89 | 7×1       | Wiedergeburt                                            | Rebirth                          | Frank Marino             | David X. Cohen, Matt Groening  | 24. Juni 2010 | 22. Okt. 2011 | Rebirth |
| Im Anschluss an die Ereignisse der letzten Episode tritt das Planet-Express-Schiff nahe der Erde wieder aus dem Wurmloch aus. Noch immer von Zapp Brannigans Raumschiff Nimbus verfolgt, wird es bei einer Crashlandung zerstört. Abgesehen von Professor Farnsworth werden dabei alle Crewmitglieder tödlich verletzt. Der Professor kann dank seiner neuesten Erfindung alle wiederbeleben. Leela fällt dabei jedoch in ein unumkehrbares Koma und wird anschließend aus ihren vom Überwachungssystem von Planet Express gesammelten Verhaltensmustern in einem von Fry gebauten Roboter wiederbelebt. Nachdem die echte Leela wieder aus dem Koma erwacht, kommt es zum Kampf. |           |                                                         |                                  |                          |                                |               |               | |
| 90 | 7×2       | Der Leela-Laune-Zapp                                    | In-A-Gadda-Da-Leela              | Dwayne Carey-Hill        | Carolyn Premish, Matt Groening | 24. Juni 2010 | 29. Okt. 2011 | Direkt auf den Augen anwenden (Apply directly to the eyes)                                                                  |
| Ein mutierter TV-Satellit ist im Begriff die Erde zu zerstören. Zu deren Rettung versuchen Leela und Zapp Brannigan, den mutierten Satelliten mittels eines unsichtbaren Raumschiffs zu zerstören. Jedoch werden sie dabei abgeschossen, finden sich nach einer Bruchlandung im scheinbaren „Garten Eden“ wieder und beobachten dabei den Untergang der Erde. Zuerst nähern sich die beiden an, später stellt sich aber alles als eine List von Zapp heraus. |           |                                                         |                                  |                          |                                |               |               | |
| 91 | 7×3       | Angriff der Killer-App                                  | Attack of the Killer App         | Stephen Sandoval         | Patric M. Verrone              | 1. Juli 2010  | 5. Nov. 2011  | Es wird einen Test geben (There will be a test)                                                                             |
| Die Planet-Express-Crew kauft sich das neue Eye-Phone vom Mom-Konzern. Nach Werbung für Twitcher seitens Mom, beginnen Fry und Bender einen Wettbewerb, wer es schafft, zuerst eine Million „Follower“ bei Twitcher zu haben. Mom plant jedoch, an denjenigen Eye-Phone-Nutzer, der zuerst eine Million „Follower“ hat, einen Computervirus zu schicken. Dieser Virus infiziert das Gehirn des Eye-Phone-Nutzers und macht ihn zum Sklaven von Mom. Dieses Virus wird auch an alle „Follower“ des Benutzers verteilt. Für Fry und Bender ist der Einsatz der Wette, dass der Verlierer in einem Swimmingpool voller Kotze einer Weltraumziege schwimmen muss. Die beiden versuchen verschiedene Tricks um Leute für ihren Twitch zu begeistern. Bender ist aber besser als Fry und hat schon fast gewonnen. Fry findet aber noch ein Motiv für ein Onlinevideo, in dem er ein Geheimnis von Leela veröffentlicht, obwohl sie ihn gebeten hat, dies nicht zu tun. Am Ende haben aber Fry und Bender jeweils eine Million „Follower“ und somit sind beide Sieger. Jetzt aktiviert Mom ihren Computervirus und scheinbar abseits der Handlung (Fry entschuldigt sich bei Leela) laufen praktisch alle Leute als willenlose Sklaven in Richtung Mom-Store, um sich das neue Eye-Phone 2.0 zu kaufen. |           |                                                         |                                  |                          |                                |               |               | |
| 92 | 7×4       | Roboter Street Day                                      | Proposition Infinity             | Crystal Chesney-Thompson | Michael Rowe                   | 8. Juli 2010  | 12. Nov. 2011 | Diktiert aber nicht gegengelesen (Dictated but not read)                                                                    |
| In der Beziehung zwischen Kif und Amy kriselt es gewaltig. Kif wirft Amy vor, mit jedem „Bad Boy“ zu flirten. Als sie es auch dann mal wieder tut, macht Kif Schluss. Aber es dauert keinen Tag, bis sich Amy in Bender verliebt, weil der sich einen ganzen Abend als „Bad Boy“ aufführte. Zuerst verheimlichen die beiden die Beziehung, welche dann aber doch aufgedeckt wird. Nun müssen sich die beiden mit dem Vorwurf der Robosexualität auseinandersetzen, die als Tabu gilt. Die Roboterkirche, Amys Eltern und der Professor versuchen nun, das Paar auseinanderzubekommen, was aber nicht so recht funktionieren will. Bender und Amy können alle Versuche abwehren, sie auseinanderzubringen. Bender macht Amy nun einen Heiratsantrag, was aber ein wenig kompliziert ist, da robosexuelle Ehen nicht erlaubt sind. Also startet Bender eine politische Kampagne, um diese Form der Ehe zu legalisieren. Sein stärkster Widersacher ist der Professor. Bei einer Debatte kommt heraus, dass der Professor die Robosexualität nur hasst, weil er früher etwas mit einem weiblichen Roboter hatte, welcher ihn dann aber mit einem männlichen Roboter betrogen hat. Als das als der einzige Grund identifiziert ist, hat der Professor nichts mehr gegen Roboter-Mensch-Ehen, und Amy und Bender können heiraten. Bender erfährt aber, dass es sich um eine monogame Ehe handeln würde, worauf er in der nächsten Szene am Strand mit zwei weiblichen Robotern zu sehen ist. Amy findet dann auch wieder zu Kif zurück, da dieser sie als „Bad Boy“ verkleidet mit einem Motorrad abholt. |           |                                                         |                                  |                          |                                |               |               | |
| 93 | 7×5       | Der Da-Blödi-Code                                       | The Duh-Vinci Code               | Raymie Muzquiz           | Maiya Williams                 | 15. Juli 2010 | 19. Nov. 2011 | Setzen sie jetzt ihr 3 D-Monokel auf (Put on 3-D monocle now)                                                               |
| Fry und der Professor finden einen verloren geglaubten Bauplan für eine von Leonardo da Vincis Maschinen. Als sie versuchen, den Zweck der Maschine herauszufinden, finden Sie in einer versteckten Kammer in Rom eine scheinbar nicht funktionierende Flugmaschine, die sich als Raumschiff herausstellt. Sie fliegen damit ungewollt zum Planeten Vinci und treffen dort Leonardo, der ihnen erzählt, dass er als Alien auf die Erde kam, weil er auf seinem Planeten selbst als dumm gilt. Fry und Leonardo bauen mithilfe des Bauplans die Maschine, die sich aber als Vernichtungsmaschine herausstellt, mit der Leonardo all diejenigen töten will, die ihn einst verspottet haben. |           |                                                         |                                  |                          |                                |               |               | |
| 94 | 7×6       | Tödliche Inspektion                                     | Lethal Inspection                | Ray Claffey              | Eric Horsted                   | 22. Juli 2010 | 26. Nov. 2011 | Du hast geguckt (Made you look!)                                                                                            |
| Bender findet heraus, dass er ohne die Backup-Einheit hergestellt wurde, über die sein Bewusstsein im Falle seiner Zerstörung wiederhergestellt werden kann. Gemeinsam mit Hermes will er den Inspektor finden, der ihn nach seiner Fertigung abgesegnet hat, um sich an ihm zu rächen. Die Suche führt beide nach Mexiko, wo Bender gefertigt wurde. Der gesuchte Inspektor ist aber nicht auffindbar und alle Unterlagen scheinen vernichtet. Letzten Endes stellt sich heraus, dass Hermes der gesuchte Inspektor war und dass er Bender aus Mitleid bei der Kontrolle hat durchkommen lassen. Hermes behält dieses Geheimnis für sich. |           |                                                         |                                  |                          |                                |               |               | |
| 95 | 7×7       | Die unglaubliche Reise in einer verrückten Zeitmaschine | The Late Philip J. Fry           | Peter Avanzino           | Lewis Morton                   | 29. Juli 2010 | 3. Dez. 2011  | Wenn du es nicht guckst, tut es ein anderer (If you don’t watch it, someone else will)                                      |
| Leela ist verärgert über Fry, weil dieser regelmäßig Verabredungen vergisst oder sich verspätet. Um sich wieder mit ihr zu versöhnen, verabredet er sich an ihrem Geburtstag mit ihr in einem besonderen Restaurant. Als er aber dorthin gehen möchte, wird er vom Professor und von Bender überredet, noch kurz eine neue Erfindung zu testen – eine Zeitmaschine. Unter der Bedingung, dass sie nur eine Minute in die Zukunft reisen, willigt er ein. Versehentlich reisen die drei dann aber ins Jahr 10000. Da die Maschine nicht rückwärts durch die Zeit reisen kann, müssen die drei solange immer weiter vorwärts durch die Zeit reisen, bis eine Rückwärts-Zeitmaschine erfunden wird. Sie machen Halt in verschiedenen Zeitepochen, und Fry verzweifelt, weil er Leela hat sitzen lassen. Schließlich erreichen sie das Ende des Universums. |           |                                                         |                                  |                          |                                |               |               | |
| 96 | 7×8       | Katzenjammer                                            | That Darn Katz                   | Frank Marino             | Josh Weinstein                 | 5. Aug. 2010  | 10. Dez. 2011 | (Oder ein ähnliches Produkt) ((Or similar product))                                                                         |
| Nibbler hat es satt, von Leela dauernd wie ein Baby behandelt zu werden und fordert ein wenig mehr Respekt für seine uralte Spezies. Amy bereitet sich derweil auf die Verteidigung ihrer Dissertation über die Energiegewinnung durch Erdrotation vor. In der Prüfungskommission sitzt neben Prof. Farnsworth und Prof. Wernstrom ein Prof. Katz, der Amy gegenüber sehr ablehnend eingestellt ist und sie letztlich durch die Prüfung fallen lässt. Zusammen mit Nibbler beschließt sie, Katz zur Rede zu stellen. Sie finden heraus, dass Katz in Wirklichkeit nur eine Marionette der Katzen war, welche planen, mit Hilfe von Amys Maschine die Erdrotation auf ihren Heimatplaneten zu übertragen. Amy und Nibbler wollen die anderen warnen, doch diese stehen bereits unter dem Einfluss der Katzen und bauen an der Maschine, die die Erdrotation anhalten wird. |           |                                                         |                                  |                          |                                |               |               | |
| 97 | 7×9       | Uhrwerk Original                                        | A Clockwork Origin               | Dwayne Carey-Hill        | Dan Vebber                     | 12. Aug. 2010 | 17. Dez. 2011 | Dieses Mal ist es was persönliches (This time, it’s personal)                                                               |
| Auch im 30. Jahrhundert gilt die Evolution immer noch als Theorie und der Kreationismus hat viele Anhänger. Prof. Farnsworth ist verärgert und beschließt, den Planeten zu verlassen, um auf einem unbewohnten ein neues Leben zu beginnen. Begleitet wird er vom Rest der Crew außer Zoidberg und Cubert, die auf der Erde bleiben und eine Vater-Sohn-Beziehung aufbauen. Prof. Farnsworth schüttet Nanobots in eine Pfütze, die das Wasser von Giftstoffen reinigen sollen. Über Nacht entwickeln sich diese mit rasender Geschwindigkeit zu immer höheren Lebensformen weiter. Die Beobachtung dieser Evolution der Roboter beweist schließlich die Richtigkeit der Evolutionstheorie. Für die Behauptung, die Evolution habe in Tagen und nicht in Äonen stattgefunden, wird Farnsworth vor ein Robotergericht gestellt. Doch bevor ein Urteil gefällt werden kann, haben sich die Roboter zu einer körperlosen höheren Lebensform weiterentwickelt. |           |                                                         |                                  |                          |                                |               |               | |
| 98 | 7×10      | Im Körper des Freundes                                  | The Prisoner of Benda            | Stephen Sandoval         | Ken Keeler                     | 19. Aug. 2010 | 31. Dez. 2011 | Was in Cygnus X-1 passiert, bleibt in Cygnus X-1 (What happens in Cygnus X-1 stays in Cygnus X-1)                           |
| Prof. Farnsworth hat eine Maschine entwickelt, mit der zwei Wesen ihre Körper tauschen können. Beim ersten Körpertausch mit Amy stellt er aber fest, dass zwei Körper, die bereits miteinander getauscht haben, kein weiteres Mal miteinander tauschen können. Nachdem immer mehr Personen aus verschiedenen Gründen die Körper tauschen und schließlich doch in ihren eigenen Körper zurückwollen, entsteht ein Problem, das sich nur mit Hilfe von Mathematik lösen lässt. |           |                                                         |                                  |                          |                                |               |               | |
| 99 | 7×11      | Velrrrückt nach Ndndir                                  | Lrrreconcilable Ndndifferences   | Crystal Chesney-Thompson | Patric M. Verrone              | 26. Aug. 2010 | 7. Jan. 2012  | Zwei Becher Pixel in jeder Szene (Two scoops of pixels in every scene)                                                      |
| Lrrr vom Planeten Omicron Persei 8 wird von seiner Frau rausgeschmissen, weil er nicht mehr so ein Eroberer wie früher ist. Daraufhin kommt er zur Erde und macht unerwarteterweise rein gar nichts und lebt ein neues Leben, bis er endlich von Leela überredet wird, sich um seine Frau zu kümmern. Sie beschließen eine vorgetäuschte Eroberung der Erde durch Lrrr. Seine Frau kommt zurück, und die Erde, repräsentiert von Brannigan, kapituliert. |           |                                                         |                                  |                          |                                |               |               | |
| 100 | 7×12      | Rebellion der Mutanten                                  | The Mutants Are Revolting        | Raymie Muzquiz           | Eric Horsted                   | 2. Sep. 2010  | 14. Jan. 2012 | 100 (100) |
| Die Planet-Express-Crew feiert mit der Lieferung eines Soufflés an Mrs. Astor ihre 100. Lieferung. Mrs. Astor lädt die Crew zu einer Wohltätigkeitsveranstaltung zu Gunsten der Kanalmutanten ein. Auf der Veranstaltung verplappert sich Fry und Leela wird als Mutantin enttarnt und sofort in einen Gulli "deportiert". Die restliche Crew außer Bender wird zu 2 Wochen Kanalarrest verurteilt. Bender feiert die Party zur 100. Lieferung ohne die Crew mit vielen anderen Gästen, bis ihm klar wird, dass das falsch ist und er die Party abbricht. In der Kanalwelt ist Leela natürlich sauer, dass Fry ihr Leben zerstört hat. Um das wieder gut zu machen, springt Fry in den Mutantensee und wird schließlich zum Mutanten. Er und Leela starten gemeinsam eine Revolution der Kanalmutanten gegen die Oberflächler. Durch eine glückliche Verkettung von Umständen, bittet Mrs. Astor, als größte Wahlkampfspenderin, den Bürgermeister, die Mutantenverbannung aufzuheben. Damit dürfen Mutanten nun die Erdoberfläche legal betreten. |           |                                                         |                                  |                          |                                |               |               | |
| 101 | 7×13      | Das Feiertagsspektakel                                  | The Futurama Holiday Spectacular | Ray Claffey              | Michael Rowe                   | 21. Nov. 2010 | 21. Jan. 2012 | Zeitreisende: Nur noch 331 Einkaufstage bis zum letzten Weihnachten (Time Travelers: Only 331 Shopping Days ’til last Xmas) |
| Ein größtenteils musikalisches Feiertags-Spezial bestehend aus drei Einzelepisoden, die jeweils auf dem christlichen Weihnachten, dem jüdischen Hanukah (hier das von Bender erfundene Fest "Robanuka") und dem afrikanisch / afro-amerikanischen Kwanzaa basieren. In allen drei Episoden, fehlt etwas, um das Fest auf seine traditionelle Art zu begehen. Bei Weihnachten sind es die ausgestorbenen Nadelbäume, die sich durch die Samenbank in Norwegen wieder ansiedeln lassen. Für Benders Robanuka fehlt es an mineralischem Rohöl, was sich möglicherweise noch sehr tief in der Erde finden lässt und für Kwanzaa fehlt echtes Bienenwachs für die traditionellen Kerzen, welches sich bei den riesigen Weltraumbienen finden lässt. Anders als in den bisher episodisch aufgeteilten Folgen (Geschichten von Interesse I+II) ist diese Episode nicht durch einen Hauptstrang verbunden. Aber dafür ist das Ende der drei Episoden ähnlich: Die Crew geht bei dem Versuch, das fehlende Teil für die Feste zu beschaffen, drauf... |           |                                                         |                                  |                          |                                |               |               | |
| 102 | 8×5       | Das Schweigen der Klemmen                               | The Silence of the Clamps        | Frank Marino             | Eric Rogers                    | 14. Juli 2011 | 28. Apr. 2012 | Keine Rückerstattungen (No refunds)                                                                                         |
| Bei einem Stelldichein mit Bella, einer Tochter des Robotermafiabosses Donbot, wird Bender Zeuge eines Überfalls der Robotermafia auf Calculon. Nach seiner Aussage vor Gericht kommt Bender in ein Zeugenschutzprogramm. Um seinen Aufenthaltsort herauszufinden heuert Klemmer, ein Untergebener des Donbots, bei Planet Express an. Die Planet-Express-Crew macht auf dem Mond Bender durch Zufall vermeintlich ausfindig. Der Gefundene überlebt den Angriff der Robotermafia, wird aber von der eifersüchtigen Bella erschossen. Als die Crew Bender tatsächlich in einer Pizzeria findet, stellt sich heraus, dass der Getötete ein anderer, baugleicher Roboter war. Da Bender nun nicht mehr auf der Todesliste der Robotermafia steht, kann er an seinen Arbeitsplatz zurückkehren. |           |                                                         |                                  |                          |                                |               |               | |
| 103 | 8×8       | Möbius Dick                                             | Möbius Dick                      | Dwayne Carey-Hill        | Dan Vebber                     | 4. Aug. 2011  | 19. Mai 2012  | In der Hauptrolle: Sparky, der unsichtbare Elf (Featuring Sparky, the invisible elf)                                        |
| 104 | 8×4       | Denn sie wissen nicht, was sie getan haben werden       | Law and Oracle                   | Stephen Sandoval         | Josh Weinstein                 | 7. Juli 2011  | 21. Apr. 2012 | Für den anspruchsvollen Stubenhocker (For the sophisticated shut-in)                                                        |
| Fry erkennt, dass er in einer Karriere-Sackgasse feststeckt und kündigt seinen Job als Lieferjunge. Er möchte nun Polizist werden, daher geht er an die "Police Academy", besteht seine Ausbildung und ist damit Polizist. Durch die Verhaftung von Erwin Schrödinger wegen diverser Verstöße gegen die Gesetze der Physik, wird Fry befördert und arbeitet nun in der Abteilung zur Verhinderung zukünftiger Verbrechen. Dort gibt es einen Roboter mit einem Menschenhirn, welcher zukünftige Verbrechen vorhersagen kann. Dieser sagt ein Verbrechen voraus, bei dem, wie sollte es anders sein, Bender der Täter ist. Bender möchte eine unglaublich teure Flasche Alkohol klauen. Fry versucht ihn davon abzuhalten, kann es aber dann doch nicht, da in der nun alternativen Vorhersage, die Planet-Express-Crew sterben wird. Also klaut Bender die Flasche, aber der Vorhersage-Roboter ist plötzlich auch am Schauplatz und nimmt Bender die Flasche ab und trinkt sie. Der Inhalt ist so stark, dass er das menschliche Hirn abtötet und der Roboter nun nicht mehr die Zukunft vorhersagen kann. Damit geht der perfide Plan (endlich den Vorhersage-Fluch loszusein) des Vorhersage-Roboters fast auf. |           |                                                         |                                  |                          |                                |               |               | |
| 105 | 8×2       | Benderama                                               | Benderama                        | Aaron Ehasz              | Crystal Chesney-Thompson       | 23. Juni 2011 | 7. Apr. 2012  | Andere fragen: "Was wäre, wenn?" Wir fragen: "Was heißt hier, wenn?" (Others ask, “What if?” We ask, “Why if.”)             |
| Zu Beginn der Episode stellt der Professor seine neuste Erfindung vor: Eine Maschine, die unter Hinzufügung beliebiger Materie von einem Gegenstand zwei jeweils halb so große Kopien anfertigt. Bender, der zwei Aufgaben auf einmal lösen soll, steckt die Maschine ein und erstellt zwei halb so große Kopien von sich, die dann die 2 Aufgaben lösen. Leider hat er dadurch eine scheinbar endlose Kette an sich selbst replizierenden Benders erzeugt. Als der Professor feststellt, dass diese Benders beim Replizieren irgendwann die komplette Materie der Erde aufbrauchen würden, beginnt die Crew, alle Benders (bis auf den originalen Großen) umzubringen. Leider gibt es schon Micro-Benders in fast-Atom-Größe. Um ihren Antriebsstoff zu produzieren, verwandeln sie Wasser auf molekularer Ebene zu Alkohol, womit die ganze Erde besoffen wird, da es kein reines Wasser mehr gibt. Am Ende der Folge verlassen die Micro-Benders die Erde in Richtung Weltall und lassen einen leicht abgenagten Planeten zurück. |           |                                                         |                                  |                          |                                |               |               | |
| 106 | 8×10      | Die Spitze des Zoidbergs                                | The Tip of the Zoidberg          | Raymie Muzquiz           | Ken Keeler                     | 18. Aug. 2011 | 2. Juni 2012  | Es ist tentakulär! (It’s Tentacular!)                                                                                       |
| 107 | 8×3       | Ghost – Nachricht von Bender                            | Ghost in the Machines            | Patric M. Verrone        | Ray Claffey                    | 30. Juni 2011 | 14. Apr. 2012 | Die beliebteste Serie bei Viewbots (#1 most viewed show among viewbots)                                                     |
| Bei der Paradentag-Parade passiert ein Unfall, und Fry hat die Wahl, entweder einen Menschen oder einen Roboter zu retten. Er entscheidet sich zugunsten des Menschen. Davon beleidigt, begeht Bender Selbstmord. In der Vorhölle schließt er einen Pakt mit dem Roboterteufel: Wenn Bender als Geist Fry zu Tode erschreckt, darf er wieder auf die Erde. Als Maschinen-Geist kann er sämtliche elektrischen Geräte steuern; mit dieser Fähigkeit treibt er Fry zur Verzweiflung. Um sich vor den Angriffen zu schützen, wandert Fry in eine technologiefreie Zone aus, den Heimatplaneten der Amish. Als seine Freunde ihn dort besuchen, sind auch Bender und der Roboterteufel anwesend. Bender rettet Frys Leben, indem er vom Körper des Roboterteufels Besitz ergreift. Wegen seiner noblen Tat kommt Bender in den Roboterhimmel, auf seinen Wunsch hin jedoch zurück auf die Erde. |           |                                                         |                                  |                          |                                |               |               | |
| 108 | 8×1       | Neutopia                                                | Neutopia                         | J. Stewart Burns         | Edmund Fong                    | 23. Juni 2011 | 7. Apr. 2012  | Enthält den vollen Tagesbedarf an Vitamin F (Provides a full day’s supply of Vitamin F!)                                    |
| Planet Express steht kurz vor dem Bankrott. Die Crew beschließt deshalb, eine Fluggesellschaft für Passagiertransporte zu gründen. Schon bald findet der erste Linienflug statt. Der endet aber damit, dass die Crew mit ihren Passagieren auf einem Planeten abstürzt, auf dem es nur Mineralien gibt. Ein dort ansässiges Stein-Alien ist sehr verwundert darüber, dass die Neuankömmlinge in zwei Geschlechter unterteilt sind. |           |                                                         |                                  |                          |                                |               |               | |
| 109 | 8×6       | Willkommen bei den Humplings                            | Yo Leela Leela                   | Frank Marino             | Eric Horsted                   | 21. Juli 2011 | 5. Mai 2012   | Durchdringt selbst die dickste Alufolienkappe (Penetrates even the thickest foil hat)                                       |
| Leela will die Kinder in ihrem ehemaligen Waisenhaus mit einer Geschichte unterhalten, aber sie erntet nur Missfallen. Vom Ehrgeiz gepackt fliegt sie auf einen abgelegenen Planeten, um sich dort in Ruhe eine neue Geschichte ausdenken zu können. Diese kommt bei den Kindern so gut an, dass sie als Fernsehserie vermarktet wird. Die Serie wird zum Erfolg, Leela zum preisgekrönten Kinderfernseh-Star. Als sie wieder einmal wegfliegt, vorgeblich um ungestört arbeiten zu können, entdeckt Bender, der zufällig mit im Raumschiff ist, Leelas Geheimnis: Die Figuren ihrer Geschichten sind nicht erfunden, sondern bewohnen den Planeten, auf den sich Leela zum Arbeiten zurückzieht. Leela vermarktet deren Erlebnisse als von ihr erdachte Geschichten. Nachdem dies publik wurde, heuert das Fernsehen die fremden Wesen als Darsteller an, die Waisen arbeiten als Filmcrew. |           |                                                         |                                  |                          |                                |               |               | |
| 110 | 8×9       | Das Ei des Fry                                          | Fry Am the Egg Man               | Dwayne Carey-Hill        | Michael Rowe                   | 11. Aug. 2011 | 26. Mai 2012  | Der einzige Lichtblick in ihrem Leben! (The One Bright Spot in Your Life)                                                   |
| Weil Leela von Fastfood die Nase voll hat, besorgt sie für die Planet-Express-Crew Bio-Lebensmittel. Darunter sind auch verschiedene Eier, die laut Verpackung fruchtbar sind. Eines davon brütet Fry aus. Ein bläuliches Tier schlüpft, dessen Speichel und Exkremente hochgradig ätzend sind. Gegen den Widerstand seiner Kollegen behält Fry das Wesen als Haustier. Als der Professor herausfindet, dass es sich um einen gefährlichen Knochenvampir handelt, setzt die Crew ihn auf seinem Heimatplaneten aus. Dort erfahren sie in einem Wirtshaus, dass die Knochenvampire einst eine Plage waren und ausgerottet wurden. Als eine Herde knochenloser Schafe gefunden wird, beginnt die Jagd auf Frys Vampir. Er wird gestellt, aber die Bewohner des Planeten beschließen, ihn zu verschonen, da sich das sauber von Knochen befreite Schafsfleisch besser verkaufen lässt. |           |                                                         |                                  |                          |                                |               |               | |
| 111 | 8×7       | Dead Presidents                                         | All the Presidents’ Heads        | Stephen Sandoval         | Josh Weinstein                 | 28. Juli 2011 | 12. Mai 2012  | Tragen Sie jetzt das Zuschau-Öl auf (Apply viewing oil now)                                                                 |
| Der Professor findet heraus, dass einer seiner Vorfahren aus der Zeit des Amerikanischen Unabhängigkeitskriegs ein Landesverräter war. Mithilfe der Substanz, die zum Konservieren von Köpfen genutzt wird, reisen er und die übrige Planet-Express-Crew in die Vergangenheit, um den Verrat zu verhindern und den Namen Farnsworth reinzuwaschen. Dabei ändert Fry unbeabsichtigt den Lauf der Geschichte: Indem er versehentlich den Kurierritt Paul Reveres sabotiert, ermöglicht er den Sieg der britischen Truppen über die amerikanischen Freiheitskämpfer. Zurück im 31. Jahrhundert, erlebt die Crew die Auswirkungen dieses Eingriffs: Statt in den unabhängigen USA befinden sie sich in einer britischen Kolonie. Sie reisen sie ein zweites Mal in die Vergangenheit, korrigieren Frys Fehler und stellen ihre eigene Zeitlinie bis auf minimale Abweichungen wieder her. |           |                                                         |                                  |                          |                                |               |               | |
| 112 | 8×11      | Kalte Krieger                                           | Cold Warriors                    | Crystal Chesney-Thompson | Dan Vebber                     | 25. Aug. 2011 | 9. Juni 2012  | Wir folgen ihnen, aber nicht auf Twitter. (We’re following you, But not on Twitter)                                         |
| 113 | 8×12      | Übertaktlos                                             | Overclockwise                    | Raymie Muzquiz           | Ken Keeler                     | 1. Sep. 2011  | 16. Juni 2012 | Schon bald eine erfolgreiche Fernsehserie (Soon to be a hit television show)                                                |
| 114 | 8×13      | Reinkarnation                                           | Reincarnation                    | Peter Avanzino           | Aaron Ehasz                    | 8. Sep. 2011  | 23. Juni 2012 | Reincarnation |

## Staffel 7
Die Erstausstrahlung der siebten Staffel erfolgte vom 20. Juni 2012 bis zum 4. September 2013 auf dem US-amerikanischen Sender Comedy Central. Die deutschsprachige Erstausstrahlung sendete der deutsche Free-TV-Sender ProSieben vom 7. September 2013 bis 20. Dezember 2014.
| Nr. (ges.) | Nr. (St.) | Deutscher Titel                                  | Originaltitel                | Regie                    | Drehbuch | Premiere      | Dt. Premiere  |
| ---------- | --------- | ------------------------------------------------ | ---------------------------- | ------------------------ | --- | ------------- | ------------- |
| 115        | 9×1       | Von Robos und Bienen                             | The Bots and the Bees        | Stephen Sandoval         | Eric Horsted                                                                                                | 20. Juni 2012 | 7. Sep. 2013  |
| 116        | 9×2       | Mars macht mobil                                 | A Farewell to Arms           | Raymie Muzquiz           | Josh Weinstein                                                                                              | 20. Juni 2012 | 14. Sep. 2013 |
| 117        | 9×3       | Entscheidung 3012                                | Decision 3012                | Dwayne Carey-Hill        | Patric M. Verrone                                                                                           | 27. Juni 2012 | 21. Sep. 2013 |
| 118        | 9×4       | Eingetütet                                       | The Thief of Baghead         | Edmund Fong              | Dan Vebber                                                                                                  | 4. Juli 2012  | 28. Sep. 2013 |
| 119        | 9×5       | Sex mit Zapp                                     | Zapp Dingbat                 | Frank Marino             | Eric Rogers                                                                                                 | 11. Juli 2012 | 5. Okt. 2013  |
| 120        | 9×6       | Der Schmetterlings-Defekt                        | The Butterjunk Effect        | Crystal Chesney-Thompson | Michael Rowe                                                                                                | 18. Juli 2012 | 12. Okt. 2013 |
| 121        | 9×7       | Ein Upgrade kommt selten allein                  | The Six Million Dollar Mon   | Peter Avanzino           | Ken Keeler                                                                                                  | 25. Juli 2012 | 19. Okt. 2013 |
| 122        | 9×8       | Im Neandertal der Tränen                         | Fun on a Bun                 | Stephen Sandoval         | Dan Vebber                                                                                                  | 1. Aug. 2012  | 26. Okt. 2013 |
| 123        | 9×9       | Freier Wille                                     | Free Will Hunting            | Raymie Muzquiz           | David X. Cohen                                                                                              | 8. Aug. 2012  | 2. Nov. 2013  |
| 124        | 9×10      | Matrix Evolutions                                | Near-Death Wish              | Lance Kramer             | Eric Horsted                                                                                                | 15. Aug. 2012 | 9. Nov. 2013  |
| 125        | 9×12      | 31st Century Fox                                 | 31st Century Fox             | Edmund Fong              | Patric M. Verrone                                                                                           | 29. Aug. 2012 | 23. Nov. 2013 |
| 126        | 9×11      | Viva Mars Vegas                                  | Viva Mars Vegas              | Frank Marino             | Josh Weinstein                                                                                              | 22. Aug. 2012 | 16. Nov. 2013 |
| 127        | 9×13      | Naturama                                         | Naturama                     | Crystal Chesney-Thompson | Eric Rogers (The Salmon), Michael Saikin (The Pinta Island Tortoise), Neil Mukhopadhyay (The Elephant Seal) | 29. Aug. 2012 | 30. Nov. 2013 |
| 128        | 10×4      | Rostige Schienen                                 | Forty Percent Leadbelly      | Stephen Sandoval         | Ken Keeler                                                                                                  | 3. Juli 2013  | 18. Okt. 2014 |
| 129        | 10×1      | Flatbush City Limits                             | 2-D Blacktop                 | Raymie Muzquiz           | Michael Rowe                                                                                                | 19. Juni 2013 | 27. Sep. 2014 |
| 130        | 10×3      | Alles außer irdisch                              | T.: The Terrestrial          | Lance Kramer             | Josh Weinstein                                                                                              | 26. Juni 2013 | 11. Okt. 2014 |
| 131        | 10×2      | Planet der Primaten                              | Fry and Leela’s Big Fling    | Edmund Fong              | Eric Rogers                                                                                                 | 19. Juni 2013 | 4. Okt. 2014  |
| 132        | 10×5      | Die unmenschliche Fackel                         | The Inhuman Torch            | Frank Marino             | Dan Vebber                                                                                                  | 10. Juli 2013 | 25. Okt. 2014 |
| 133        | 10×6      | Futurama und Freunde                             | Saturday Morning Fun Pit     | Crystal Chesney Thompson | Patric M. Verrone                                                                                           | 17. Juli 2013 | 1. Nov. 2014  |
| 134        | 10×7      | Calculon 2.0                                     | Calculon 2.0                 | Stephen Sandoval         | Lewis Morton                                                                                                | 24. Juli 2013 | 8. Nov. 2014  |
| 135        | 10×8      | Gesäßkapaden                                     | Assie Come Home              | Raymie Muzquiz           | Maiya Williams                                                                                              | 31. Juli 2013 | 15. Nov. 2014 |
| 136        | 10×9      | Der Robo, der Riese, der Krake und ihr Liebhaber | Leela and the Genestalk      | Lance Kramer             | Eric Horsted                                                                                                | 7. Aug. 2013  | 22. Nov. 2014 |
| 137        | 10×10     | Game of Tones                                    | Game of Tones                | Edmund Fong              | Michael Rowe                                                                                                | 14. Aug. 2013 | 29. Nov. 2014 |
| 138        | 10×11     | Mord im Planet Express                           | Murder on the Planet Express | Frank Marino             | Lewis Morton                                                                                                | 21. Aug. 2013 | 6. Dez. 2014  |
| 139        | 10×12     | Kein Duft für Frauen                             | Stench and Stenchibility     | Crystal Chesney-Thompson | Eric Horsted                                                                                                | 28. Aug. 2013 | 13. Dez. 2014 |
| 140        | 10×13     | Zehn Sekunden                                    | Meanwhile                    | Peter Avanzino           | Ken Keeler                                                                                                  | 4. Sep. 2013  | 20. Dez. 2014 |

## Staffel 8
Die Erstveröffentlichung der achten Staffel startete am 24. Juli 2023 in den USA auf Hulu und am gleichen Tag im deutschsprachigen Raum auf Disney+.
| Nr. (ges.) | Nr. (St.) | Deutscher Titel                                          | Originaltitel                  | Regie                        | Drehbuch                      | Premiere      | Dt. Premiere  |
| ---------- | --------- | -------------------------------------------------------- | ------------------------------ | ---------------------------- | ----------------------------- | ------------- | ------------- |
| 141        | 11×1      | Bingen bis zum Tod                                       | The Impossible Stream          | Peter Avanzino               | Patrick M. Verone             | 24. Juli 2023 | 24. Juli 2023 |
| 142        | 11×2      | Amys vergessene Kinder                                   | Children of a Lesser Bog       | Peter Avanzino & Edmund Fong | Eric Horsted                  | 31. Juli 2023 | 31. Juli 2023 |
| 143        | 11×3      | Im Wilden Digitalen Westen                               | How the West Was 1010001       | James Kim                    | Ken Keeler                    | 7. Aug. 2023  | 7. Aug. 2023  |
| 144        | 11×4      | In Nibbler ist der Wurm drin                             | Parasites Regained             | Corey Barnes                 | Maiya Williams                | 14. Aug. 2023 | 14. Aug. 2023 |
| 145        | 11×5      | Kunden kauften auch                                      | Related to Items You’ve Viewed | Andrew Han                   | David A. Goodman              | 21. Aug. 2023 | 21. Aug. 2023 |
| 146        | 11×6      | Ich weiß, was du nächste Weihnachten getan hast          | I Know What You Did Next Xmas  | Crystal Chesney-Thompson     | Ariel Ladensohn               | 28. Aug. 2023 | 28. Aug. 2023 |
| 147        | 11×7      | EXPLOVID-19                                              | Rage Against the Vaccine       | Edmund Fong                  | Cody Ziglar                   | 4. Sep. 2023  | 4. Sep. 2023  |
| 148        | 11×8      | Zapp wird gecancelt                                      | Zapp Gets Cancelled            | James Kim                    | Shirin Najafi                 | 11. Sep. 2023 | 11. Sep. 2023 |
| 149        | 11×9      | Der Prinz und das Produkt                                | The Prince and the Product     | Corey Barnes                 | Ari John Kaplan & Eric Kaplan | 18. Sep. 2023 | 18. Sep. 2023 |
| 150        | 11×10     | Simulation oder nicht Simulation, das ist hier die Frage | All the Way Down               | Ira Sherak                   | David X. Cohen                | 25. Sep. 2023 | 25. Sep. 2023 |

## Staffel 9
Die Erstveröffentlichung der neunten Staffel startete am 29. Juli 2024 in den USA auf Hulu und am gleichen Tag im deutschsprachigen Raum auf Disney+.

| Nr. (ges.) | Nr. (St.) | Deutscher Titel              | Originaltitel                     | Regie                    | Drehbuch                                        | Premiere      | Dt. Premiere  |
| ---------- | --------- | ---------------------------- | --------------------------------- | ------------------------ | ----------------------------------------------- | ------------- | ------------- |
| 151        | 12×1      | Viva Bender                  | The One Amigo                     | Andrew Han               | Eric Horsted                                    | 29. Juli 2024 | 29. Juli 2024 |
| 152        | 12×2      | Quids Game                   | Quids Game                        | Crystal Chesney-Thompson | Cody Ziglar                                     | 4. Aug. 2024  | 4. Aug. 2024  |
| 153        | 12×3      | Frank und Fry                | The Temp                          | Edmund Fong              | David A. Goodman                                | 12. Aug. 2024 | 12. Aug. 2024 |
| 154        | 12×4      | Die Schöne und der Käfer     | Beauty and the Bug                | Corey Barnes             | Patric M. Verrone                               | 19. Aug. 2024 | 19. Aug. 2024 |
| 155        | 12×5      | Tod im Zinfandel             | One Is Silicon and the Other Gold | Ira Sherak               | Maiya Williams                                  | 26. Aug. 2024 | 26. Aug. 2024 |
| 156        | 12×6      | Angriff der Killerklamotten  | Attack of the Clothes             | Andrew Han               | Ariel Ladensohn                                 | 2. Sep. 2024  | 2. Sep. 2024  |
| 157        | 12×7      | Planet Espresso              | Planet Espresso                   | Crystal Chesney-Thompson | Bill Odenkirk                                   | 9. Sep. 2024  | 9. Sep. 2024  |
| 158        | 12×8      | Das Prinzip der Niedlichkeit | Cuteness Overlord                 | Andrew Han               | Kristin Gore                                    | 16. Sep. 2024 | 16. Sep. 2024 |
| 159        | 12×9      | Drei junge Detektive         | The Futurama Mystery Liberry      | Corey Barnes             | David X. Cohen,Jeanette Lim & Patric M. Verrone | 23. Sep. 2024 | 23. Sep. 2024 |
| 160        | 12×10     | Parallel universell          | Otherwise                         | Ira Sherak               | Nona di Spargement                              | 30. Sep. 2024 | 30. Sep. 2024 |